# ガソリンスタンド

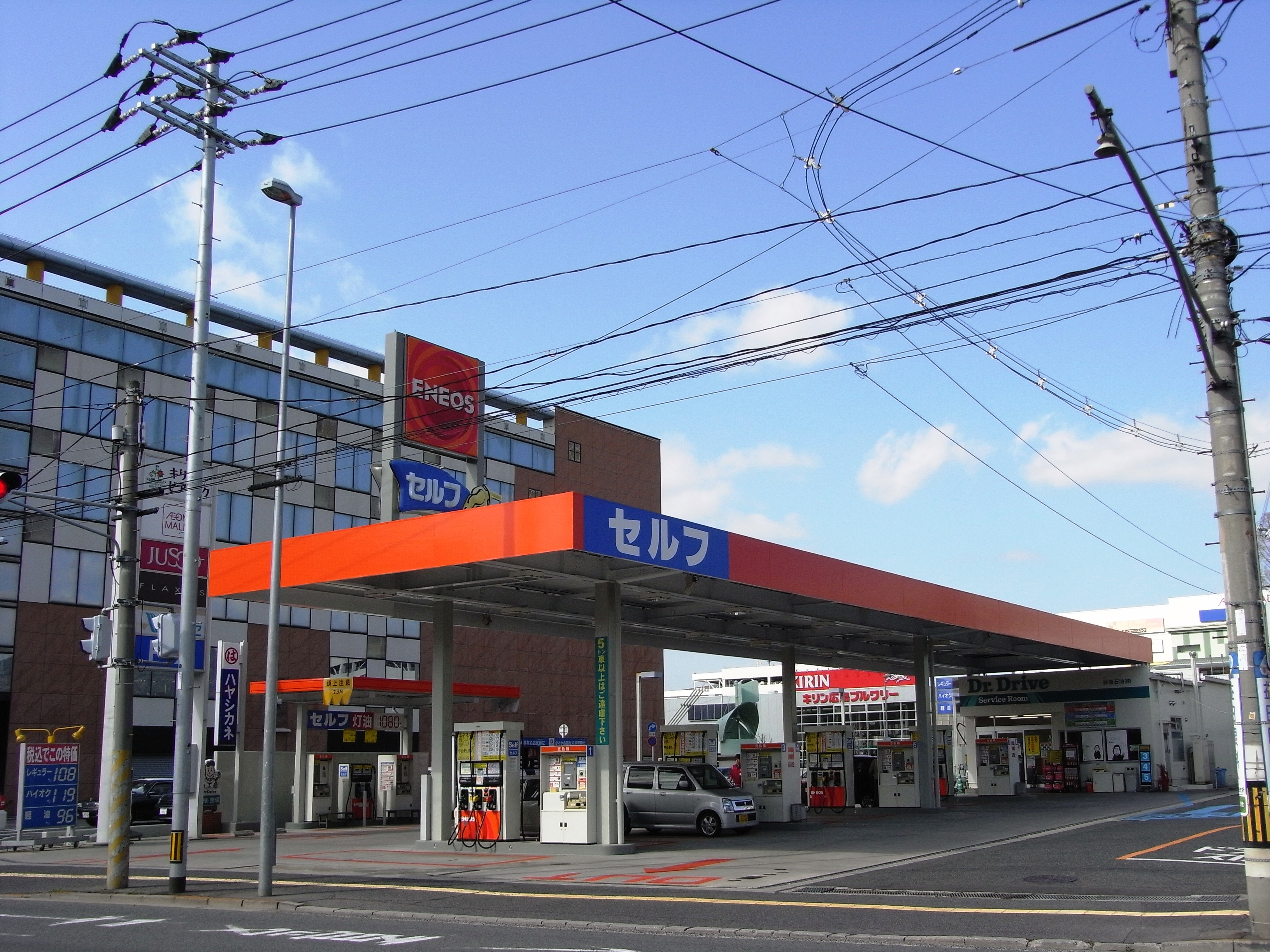
ガソリンスタンド（ENEOS）

ガソリンスタンド（和製英語：gasoline stand、アメリカ英語: filling station, gas station、イギリス英語: petrol station）または給油所（きゅうゆじょ）は、ガソリンや軽油といった自動車やオートバイなど各種エンジン用燃料を販売している場所である。日本の高速道路のNEXCO3社ではガスステーションと呼称している。また、元売会社や販売店、経済産業省では、サービスステーションと呼称することからSSとも略される。

## 日本のガソリンスタンド

### 定義
日本の法令上は、消防法にいう「取扱所」の一つにあたる。危険物の規制に関する政令では「給油取扱所」として区分され、取扱所の位置、構造及び設備の基準につき細かく規定されている。消防法における第4類危険物であるガソリン・軽油・灯油などを取り扱うことから、営業中は甲種または乙種4類の危険物取扱者の有資格者が常駐する必要がある。日本のガソリンスタンドの多くはガソリン以外の物品やサービスを提供している。
より広い意味では、主にタクシーが利用するオートガスステーション（液化石油ガス）やエコ・ステーション（天然ガス）、冬季に限定的に運用される事が多い灯油販売所、バスやトラック、自動車教習所の教習車に給油する自家使用を目的とした事業所内の給油所も含まれる。
火災・爆発事故を防ぐため、消防法の規定により、地下タンクを経由しないタンクローリーからの直接給油は災害時を除き認められていない。しかし地方の山間部などではガソリンスタンドの撤退・廃業が相次ぎ、自家用自動車の給油等に事欠くSS過疎地が広がっている。その対策として経済産業省は2018年11月、静岡県浜松市北部の天竜区内4か所をタンクローリーが巡回し、レギュラーガソリンを自動車へ給油する実証実験を開始した。

### 業界再編
平成に入ってから、1999年に日本石油と三菱石油が合併したのを皮切りに、かつて10社以上あった日本の石油元売りは次々と合併した。
2001年には東燃とゼネラル石油が、2010年にはジャパンエナジーと新日本石油が、2012年には東燃ゼネラル石油とエクソンモービルの日本法人が、2017年には東燃ゼネラル石油とJXエネルギーが、2019年には出光興産と昭和シェル石油が合併し、平成に入ってから一度も合併に関与していないのは、小規模な元売りを除くとコスモ石油のみとなった。この20年間での業界再編の動きは、平成の大合併のガソリンスタンド版ともいえる。
一連の業界再編後のシェアは、1位がENEOS、2位が出光興産、3位がコスモ石油で、以下キグナス石油や丸紅エネルギー、伊藤忠エネクスなど小規模な元売りが続いている。

### 付属・併設のサービスや設備
ガソリンスタンドでは、レギュラーガソリン、ハイオクガソリン、軽油のエンジン用燃料以外に、灯油や、エンジンオイルなどの潤滑油、更にそれ以外のカー用品など（タイヤやワイパーなど）も販売している。また、併設している設備で自動車の洗車を行ったり、エンジンオイルやタイヤなどの交換、簡単な点検作業が行える場合がほとんどである（スタンドによっては車検を行っている所もある）。一部では、レンタカー事業を併設したり、LPG自動車用の液化石油ガスを扱ったり、電気自動車（EV）用急速充電器を備えたりしているところもある。
空港や飛行場が付近にあるガソリンスタンドでは、個人向けに航空用ガソリンを小売りしたり、格納庫まで出向いて給油を行うところもある。
日本では給油中のサービスとして、自動車の窓拭きや灰皿の掃除を行う所もあり、行われないセルフサービス（セルフ）式ガソリンスタンドに対して、「フルサービス方式」と称される。
給油がセルフサービスのガソリンスタンドにおいても、不正や危険な給油に対してブロックが掛けられるように店員が「給油監視」を行い、必要に応じてサービスルーム内の「制御卓」から「給油許可」を出すか否か決めるシステムとなっている。
日本ではガソリンスタンドにコンビニを併設する場合は、スタンドの営業時間内に限られる。24時間のコンビニ営業をする場合は、スタンドも24時間稼動させる事になる。ENEOSのセルフ式の一部店舗ではセブン-イレブンやドトールコーヒーショップを併設している。
日本の高速道路では、多くのサービスエリアと一部のパーキングエリアに設置されている。

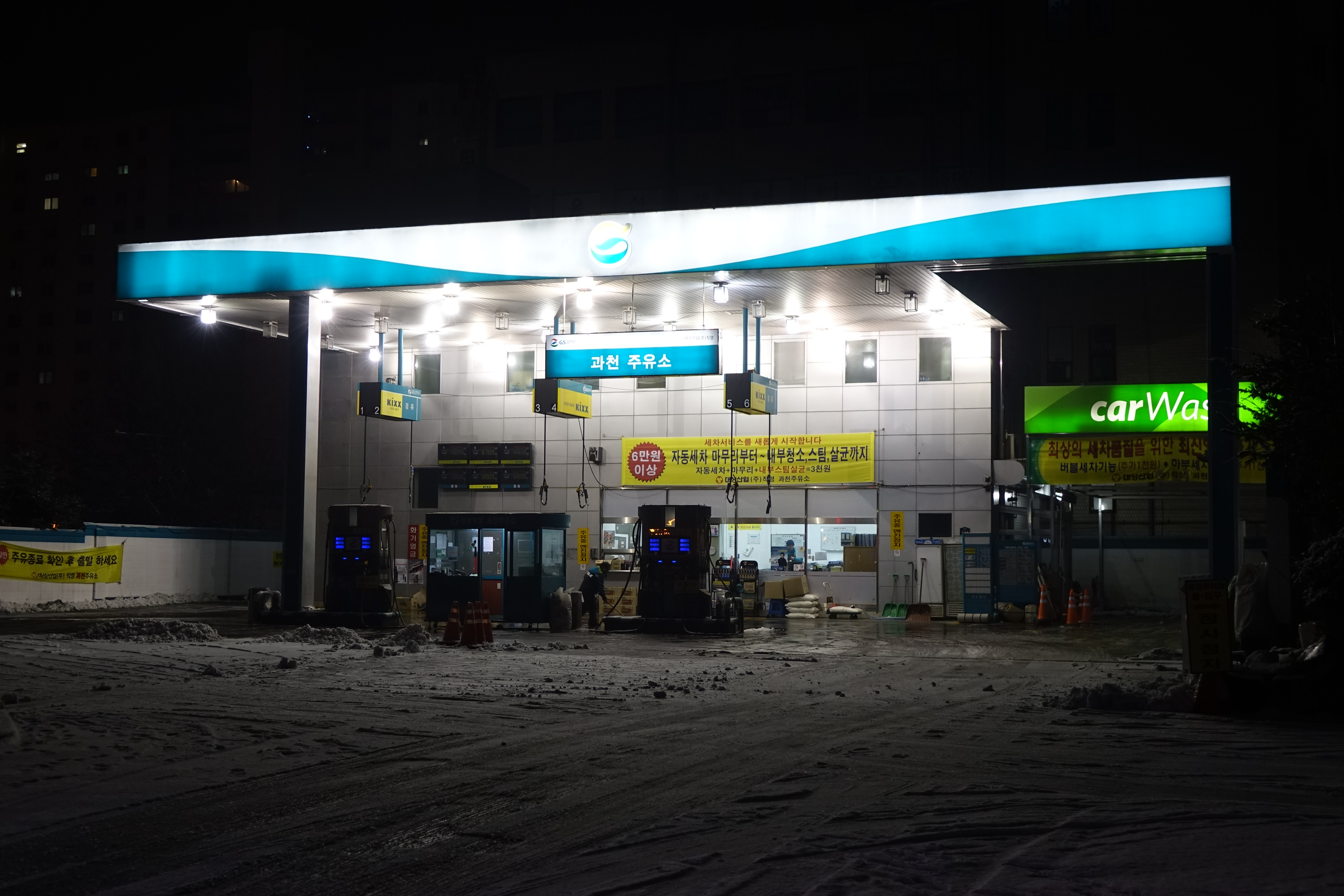
｢懸垂式｣を採用したスタンドの例(GSカルテックス)

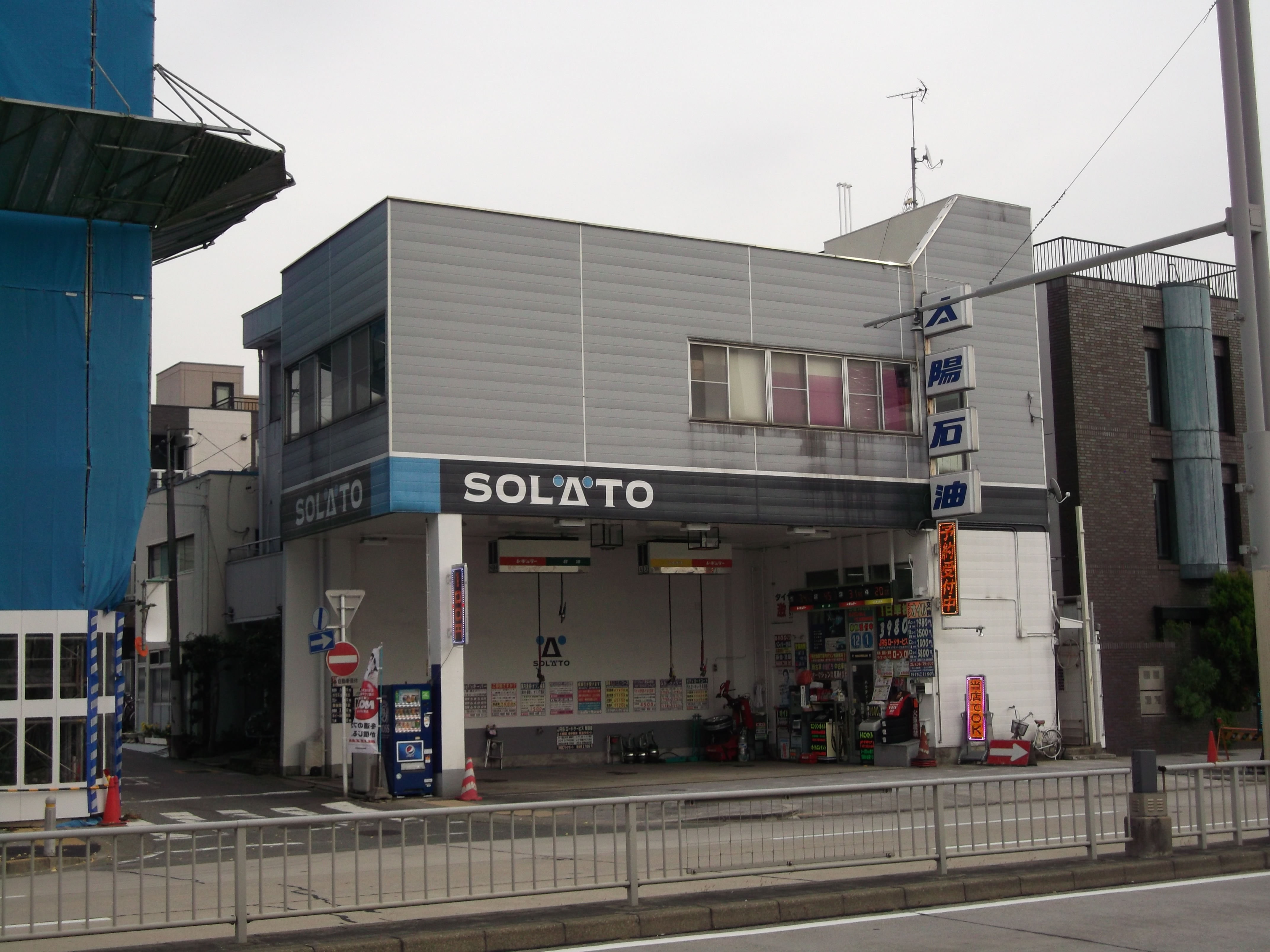
日本の都市部(名古屋市)にある、｢懸垂式｣を使わざるを得ない狭小スタンドの極例。(太陽石油)

また、総務省令では懸垂式と記載された、給油設備が天井配管で構成されたもの（吊り下げ式、別称ノンスペース、ノンスペ）は、都市部などの狭い用地の活用を図る特殊な規格であり、日本や韓国以外での設置事例は少ない。懸垂式は昭和40年代（1965年)  〜 50年代 (1984年)にかけて流行した設計であるため、近年は設備の老朽化により閉鎖、あるいは建て替えなどで地上固定のセルフ式へと変更され、減少傾向にある。特にセルフ式が解禁された1998年以降はこの形態での新規出店の例は非常に少なくなっている。
給油設備のうち、計量器であるメーター（ガソリン・灯油・軽油・重油の各メーターを含んだ、いわゆる燃料油メーター）は計量法の規定により、都道府県の実施する検定を定期的に受検しなければならない。検定有効期限（年月単位、メーターに貼付してあるシールで確認可能）の超過やメーターの不正改造は計量法違反となり、理由の如何を問わず、都道府県もしくは計量特定市による取締り（立入検査、勧告、告発等）の対象となる。これは該当するメーター、タンクが内蔵された一体型メーター（通常の給油機よりも胴体が一回り大きい）、固定の設備でない自動車（タンクローリー）搭載型メーター、可搬式小型メーター、簡易型メーター（ドラム缶等に取り付けて使用）などにおいても同様である。
ガソリンスタンドの石油タンクは定期的に洗浄することが義務付けられている。

### タンク改修義務付けとそれを発端とした廃業
2011年（平成23年）2月に日本で施行された消防法改正により、40年以上前に埋設した燃料用地下タンクの改修を、施行後2年間（猶予期間）の2013年（平成25年）2月までに義務付けた。該当設備を有するガソリンスタンドで改修を行わない場合、消防庁側は法的処置による厳しい対処を示唆しているため、改修費用と将来的な経営状況を試算し損益分岐点などを考慮した結果、廃業するケースも出てきており、SS過疎地化(買い物難民の項目も参照)が問題となる地域が発生してきている。

### 不動産としての性質と用地転用

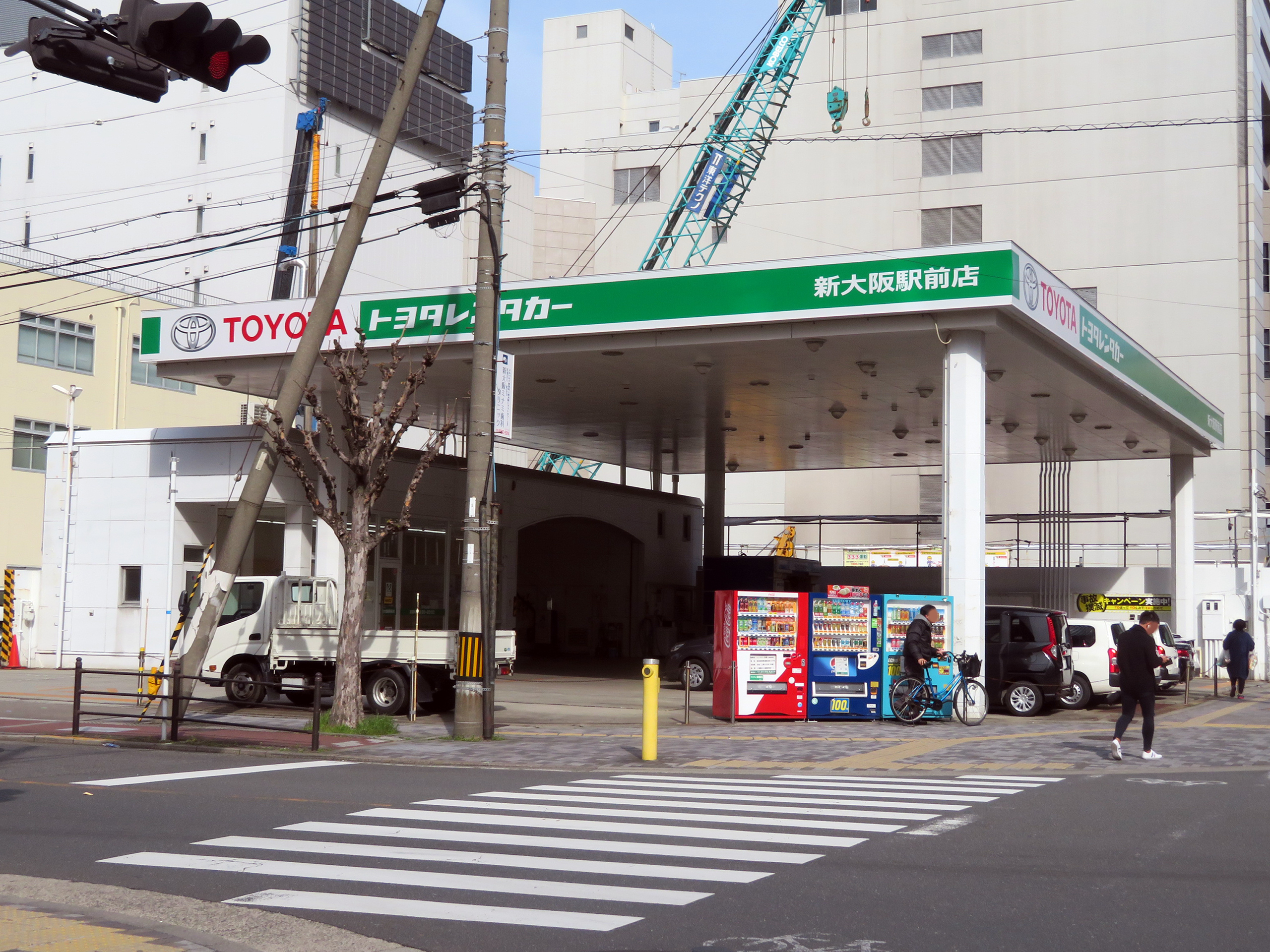
ガソリンスタンド店舗の転用例：トヨタレンタカー新大阪駅前店。ここは2009年時点ではJOMOの店舗であった。

またガソリンに含まれているベンゼンや有鉛ガソリン時代に含まれていた鉛は土壌汚染対策法の特定有害物質であり、廃業したとしても地下タンクからの漏えいにより、これらの物質やMTBEによって地下水汚染や土壌汚染が生じていた場合、土地取引上の大きなリスクとなるおそれがある。なお廃業後の土地はコンビニエンスストア（特にローソン、セブン-イレブン）に利用されるケースが全国各地で相次いでいる。またオフィスやピットなどがコンパクトにまとまっているというパッケージングは自動車ビジネス用の不動産としては好都合であり、居抜きで小規模な中古車販売店やレンタカー店など自動車関連の他業種の店舗として転用されるケースも見られる。

### セルフ式ガソリンスタンド

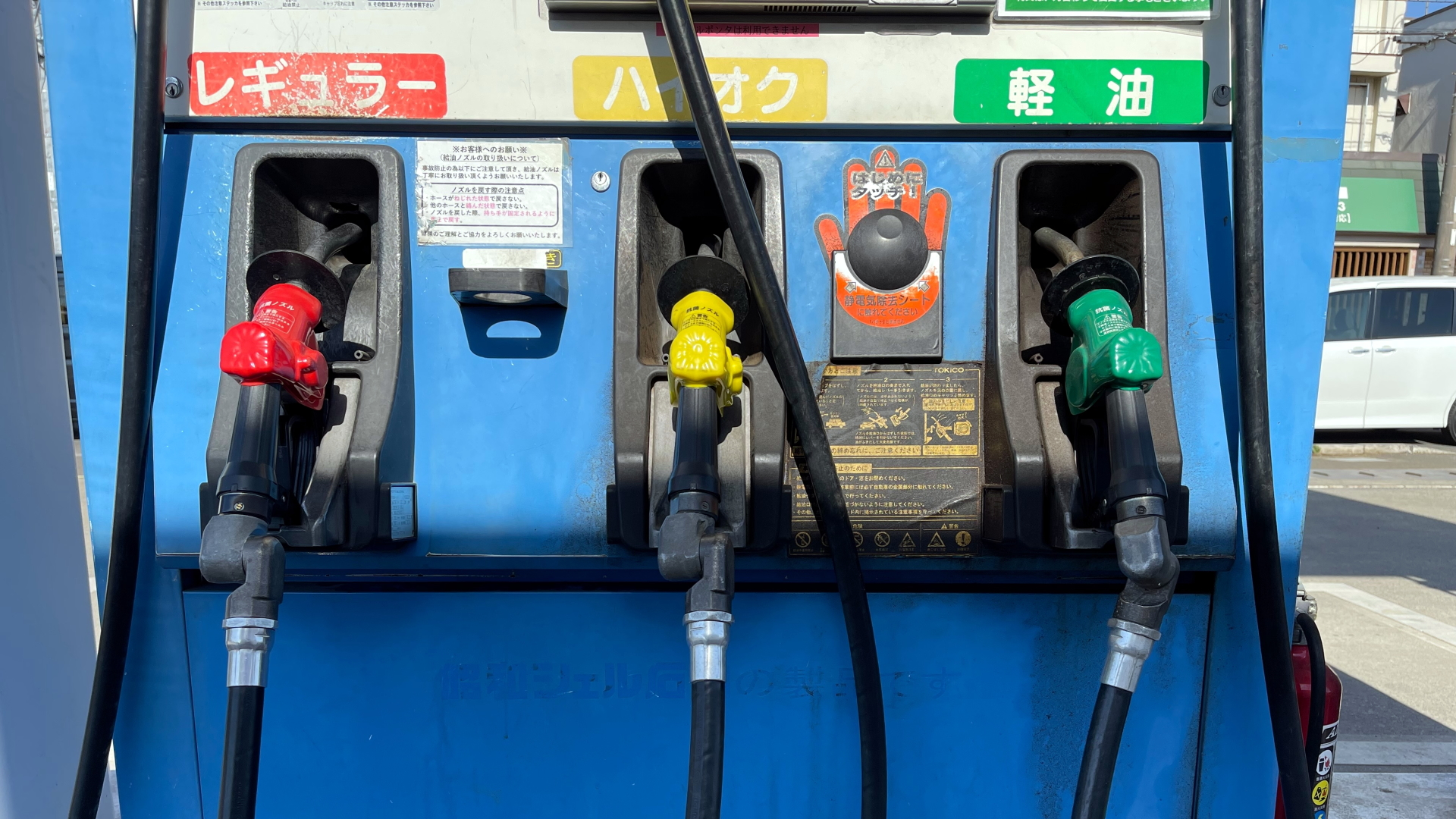
油種ごとに色分けされた給油ノズル

#### 特徴
給油操作を客自身で行う（セルフサービス）ガソリンスタンド。アメリカ合衆国等では比較的早くから普及してきた方式であるが、日本では長年、安全性の観点から給油を従業員が行なうフルサービス方式以外認められていなかった。1998年の消防法改正で規制緩和された事により、危険物の規制に関する政令が改正され、「顧客に自ら給油等をさせる給油取扱所」（セルフ式ガソリンスタンド）が登場し、以後セルフ式が増えている。
セルフ方式であっても無人で営業することは認められず、甲種または乙種4類の危険物取扱者の有資格者が常駐しており、顧客による給油作業を監視カメラで常時監視し、危険発生時には制御卓からの遠隔操作によるバルブ閉鎖やそのほか必要な措置を取ることが求められている。遠隔監視用の設備などを設置するため初期投資額がいくらか高くなるところはあるが、吸殻入れの清掃や窓拭きなどのこれまでの一般的であった付帯サービスを省略し、必要とする従業員と人件費を少なく抑える事が出来る為、フル方式より安価に販売する事が可能である。
従業員による給油作業がないため、車両点検や洗車サービス等の新たなオプションサービスを積極的に案内するスタンドが増えている。また、店舗によっては料金設定が異なるセルフ給油とフルサービスを選択可能な所もある。
日本におけるセルフ式ガソリンスタンドは、2023年3月末時点で全国に10,721店となっている。なお、日本にある給油所総数は27,414店（2024年3月末現在）であり、1995年（平成7年）から減少を続けている。
フルサービス店の数は年々減少傾向にあり、2000年（平成12年）の約53,000店と比較すると、半分以下の約20,000店となっている。これに対し、セルフサービスステーションの増加率は同期間で約400店から約9,300店と、20倍以上の伸びを示している。また、主に大型トラック・バスの給油に対応する店舗を中心に同一店舗でセルフ式とフルサービスの双方を営むサービスステーションもある（大型車はセルフで給油できる上限以上に給油しうるため）。高速道路のガソリンスタンドは従業員のいるフルサービスがほとんどであるが、新規開設されたスタンドを中心に増えつつある。
セルフ方式の計量器は安全性の観点から、（フルサービス用装置と異なり）給油レバーを握っている間のみ供給が許可される方式となっている（一部の安全確保用装置を加えたシステムでは例外あり）。また、客が給油できるのは自走で乗り入れた自身の自動車・二輪車（ただし燃料切れ時であれば手押しでも可）に限られ、競技車等ナンバーがなく公道を走行できない手押しや積載車で持ち込んだ二輪車やジェットスキー、持参したガソリン携行缶等への注入は法令により禁止されている。その場合は係員を呼んで注油を依頼する必要がある（灯油用ポリタンクへのガソリン注入は不可。違反が発覚した場合は購入者共々処罰の対象）が、セルフ方式のスタンドによっては携行缶等への注油サービスは行っていない、または一日の携行缶等への注油取扱可能量を超過している等の理由で断られる場合もある。
安全性の確保を人員配置に依るスタッフ常駐のフルサービススタンドと、安全機器の配置や給油者の自己責任に依存するセルフスタンドを比較すると、設備の全体構成やシステムに見た目以上のかなりの相違が存在する。なお、セルフでは吊り下げ式は法律上認められていない（給油機が地上固定式になっているセルフスタンドと吊り下げ式のフルサービススタンドが1つの敷地内に併設されている店舗は存在する）。
また、液化石油ガスや天然ガスの充填、ホームセンターに多い灯油限定の給油所は原則としてセルフ式は存在しない。

#### 利用手順
セルフ式スタンドにおいて、利用者自身で給油を行う為の手順は次の通りである。なお、危険物の規制に関する規則（1959年（昭和34年）9月29日総理府令第55号）に、「顧客に自ら給油等をさせる給油取扱所における取扱いの基準」が規定されている（第40条の3の10）。
1. エンジンを止め給油機に貼られている放電プレートに触れて、体に溜まった静電気を逃がす。静電気放電が起こるとガソリンに引火し火災事故となる恐れもあるので、確実に放電プレートに触れる必要がある。
2. 自分が給油したい油種の給油ノズルを取る。油種ごとに給油ノズルが色分けされているので、表示と色を見て間違えないようにする（レギュラーガソリンは赤■、ハイオクは黄■、ディーゼル（軽油）は緑■、灯油は青■になっている。なお、フルサービススタンドではセルフ式と異なり店舗によって色が異なる）。

セルフスタンドにおいて、利用者自身で誤給油しても補償されない。誤給油も参照のこと。

#### 機器のメーカーについて
セルフ式である場合、省スペース化のため計量器の筐体やノズルホルダーと油種指定や支払方法を入力する画面ないしボタンや入金部でメーカーが異なりながらも一体となっていることがある（スペースに余裕がある店舗であれば別体であることもある）。これは計量器にガソリンスタンド店舗のPOSシステムに接続された機器を組み込んでいるためであり、その組み合わせは系列に関わらず数多にのぼる。主要なメーカーは、計量器はトキコシステムソリューションズやタツノ、POSシステムはコモタやNECプラットフォームズ等。

### 施設
ガソリンスタンドの施設は、消防法を始めとした法令、政省令で厳しい制限や規制が課せられる。2011年には消防法の改正により、地下貯蔵タンクの管理が厳格化したことから全国的にスタンド廃業が加速したこともある一方、規制緩和も時代の変化に合わせて進められており、2017年には耐火基準を高めることで木造によりガソリンスタンド事務棟の建設が認められるようになったほか、2020年には敷地内で物品の展示販売やタブレット端末等を使った給油装置の監視も可能となった。
ライフライン（電力）の途絶による給油不能など、度重なる大規模災害の経験から、この問題に対応するため経済産業省の有識者会議が2018年に開催されており、制定された国土強靱化基本計画に基づき、停電時における給油を持続可能とするため非常用発電機付きの給油所となる「住民拠点SS」の整備を開始した。最終的に1万カ所の整備を目指し、2020年時点で8,000ステーションが整備されている。

### ギャラリー
系列SS

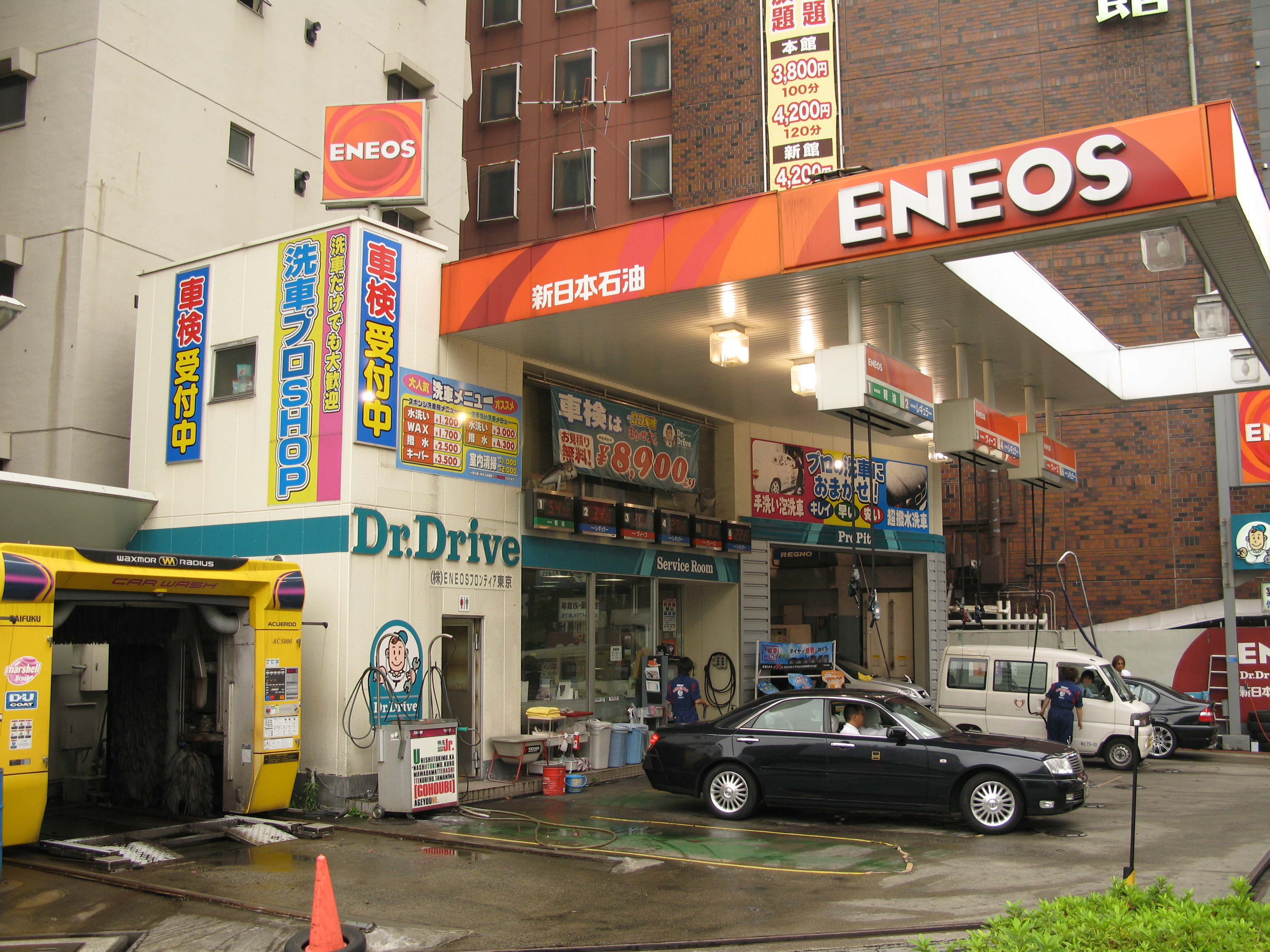
ENEOS （新日本石油時代）
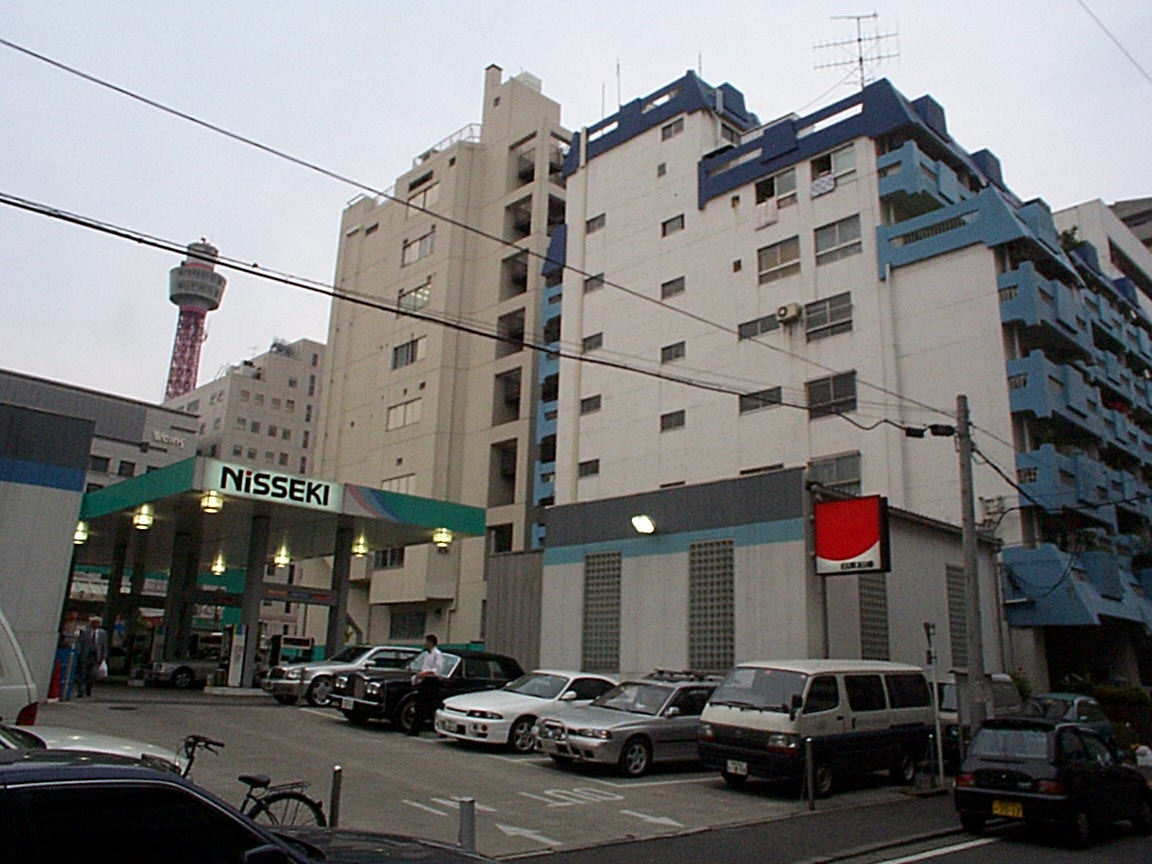
日本石油 （2023年現在ENEOSブランド）
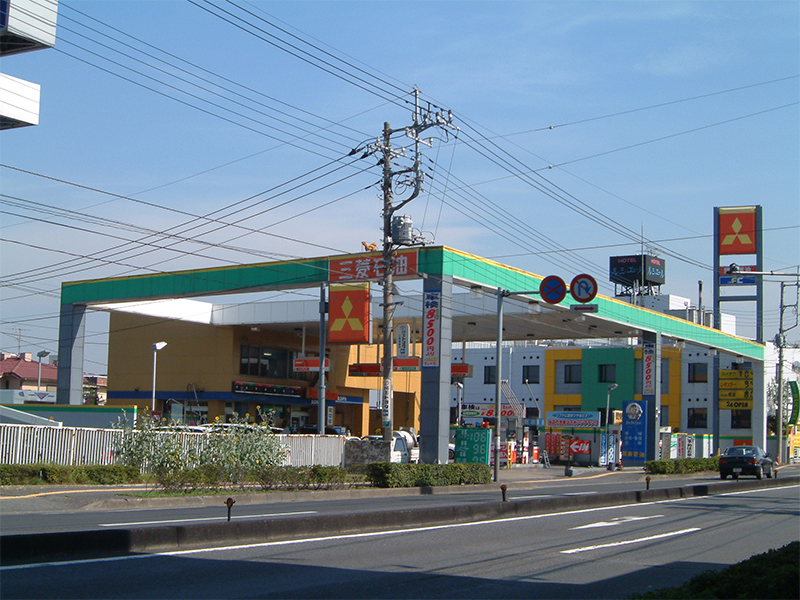
三菱石油 （2023年現在ENEOSブランド）
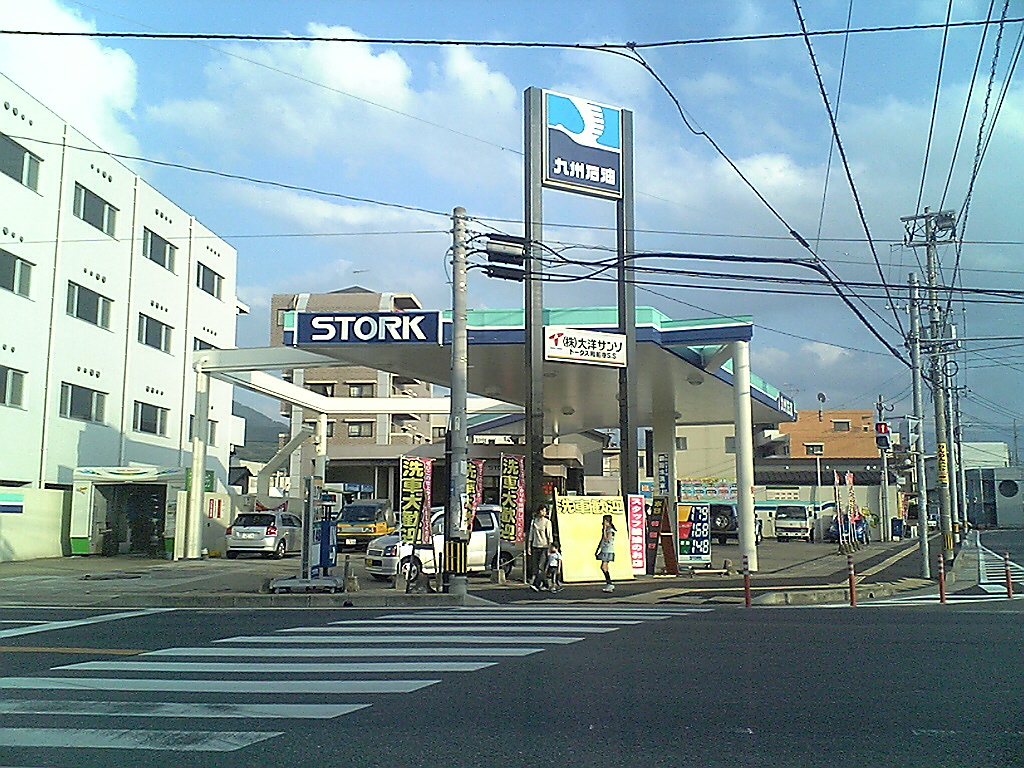
九州石油 （2023年現在ENEOSブランド）
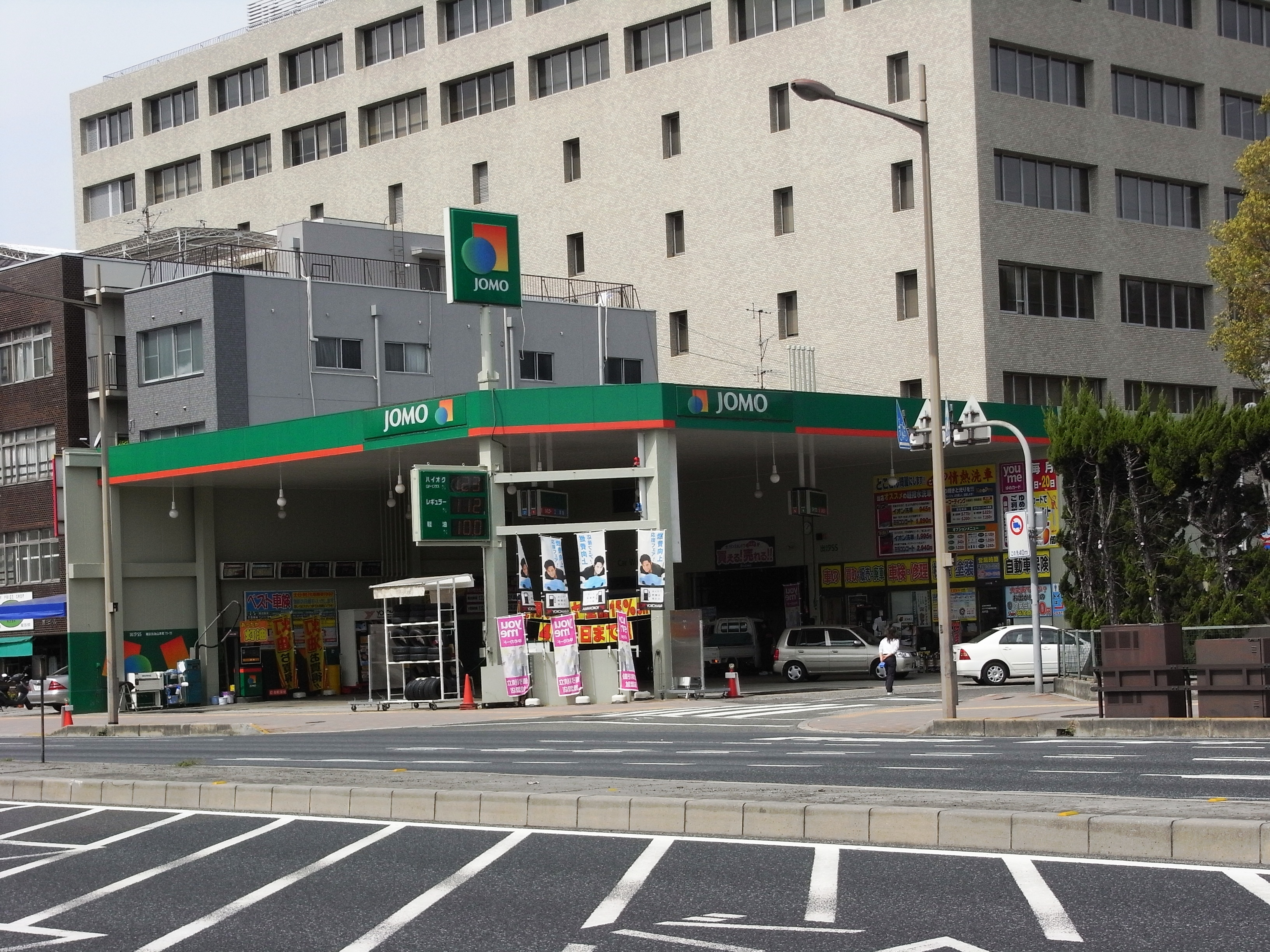
ジャパンエナジー （2023年現在ENEOSブランド）
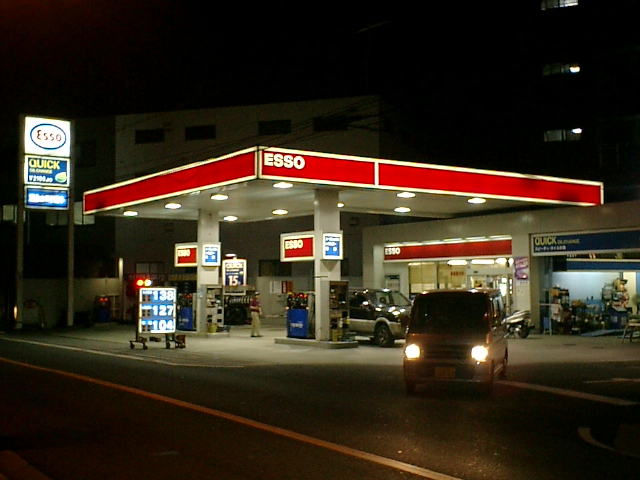
Esso （2023年現在ENEOSブランド）
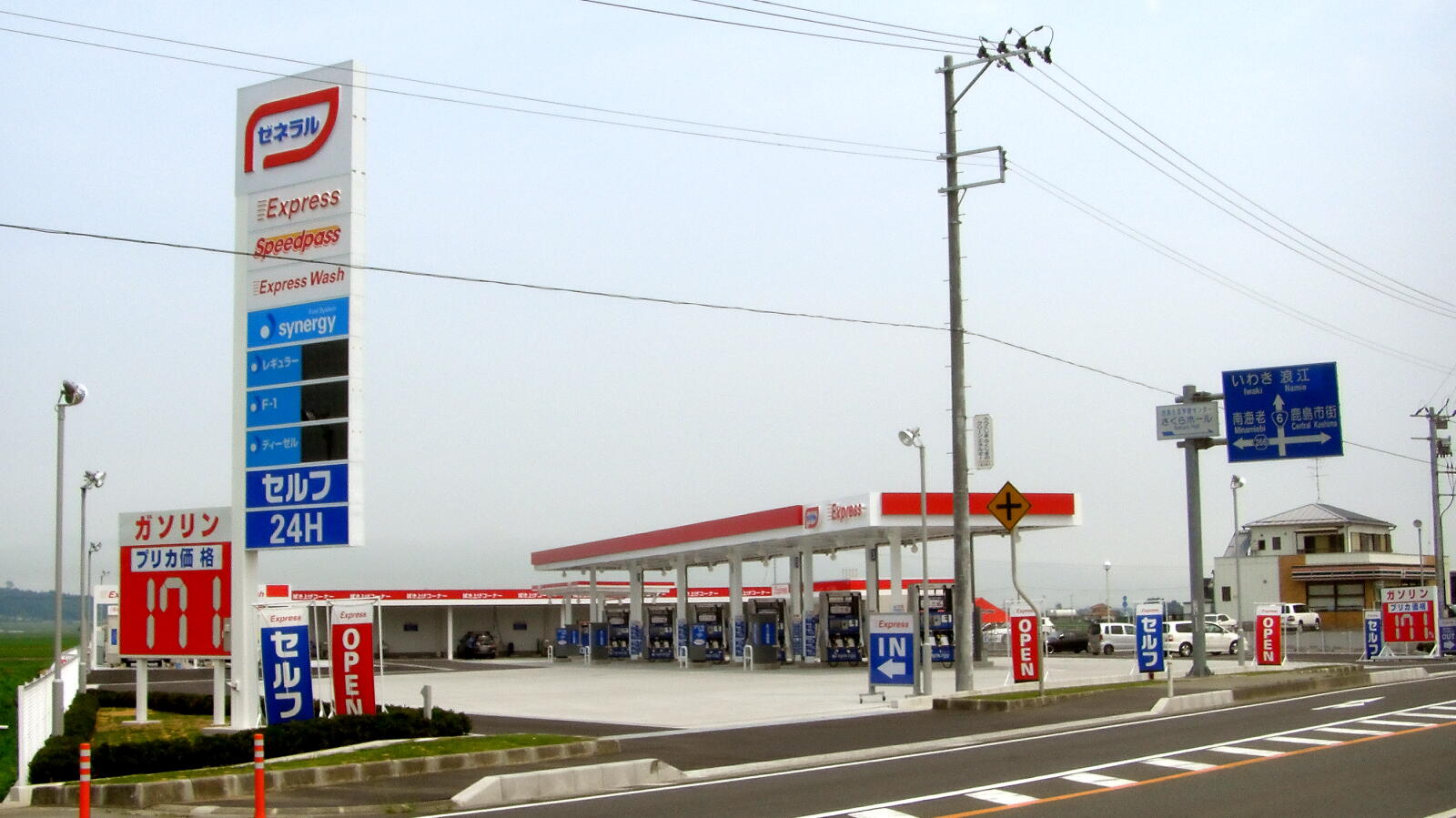
ゼネラル （2023年現在ENEOSブランド）
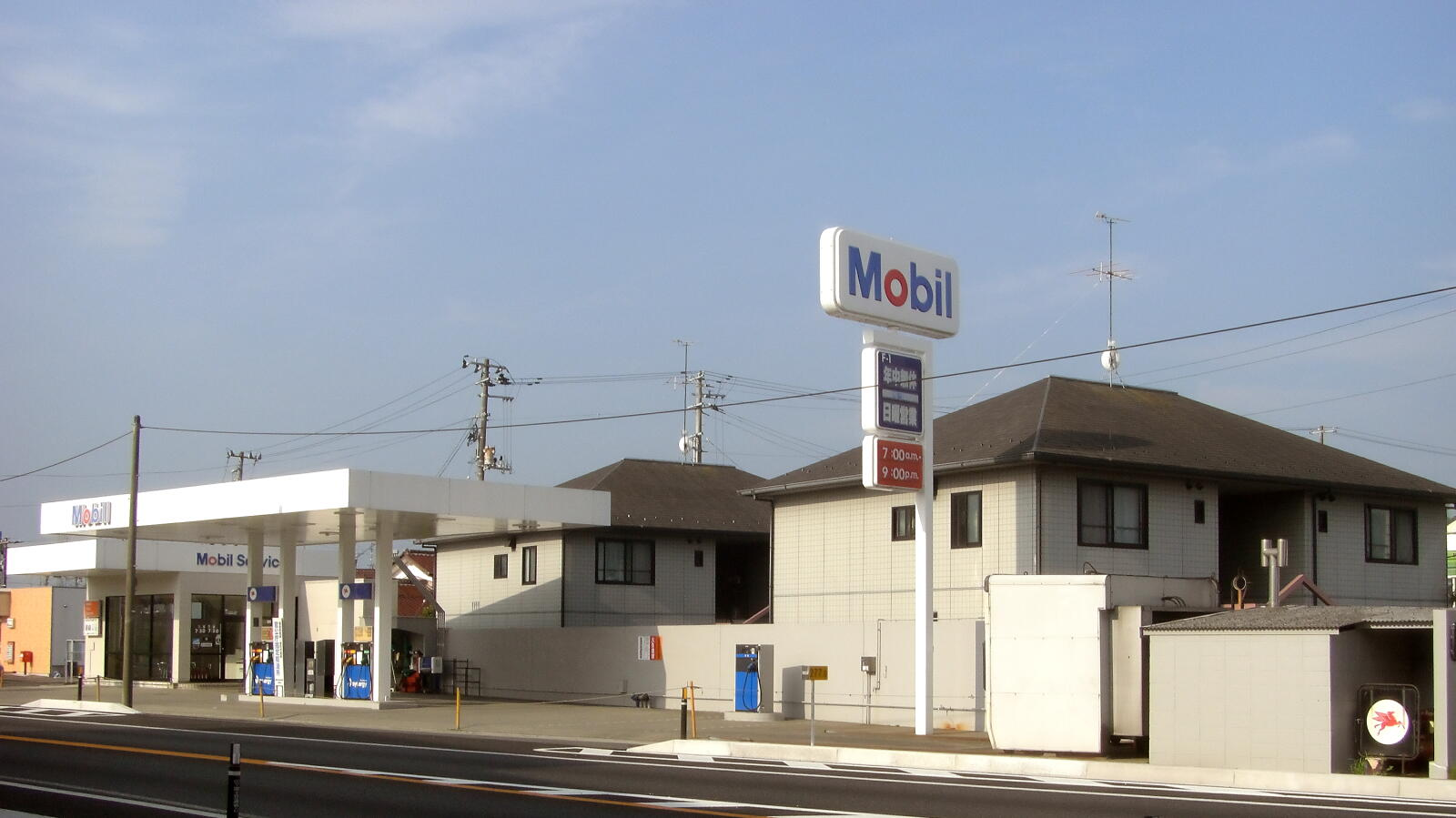
Mobil （2023年現在ENEOSブランド）
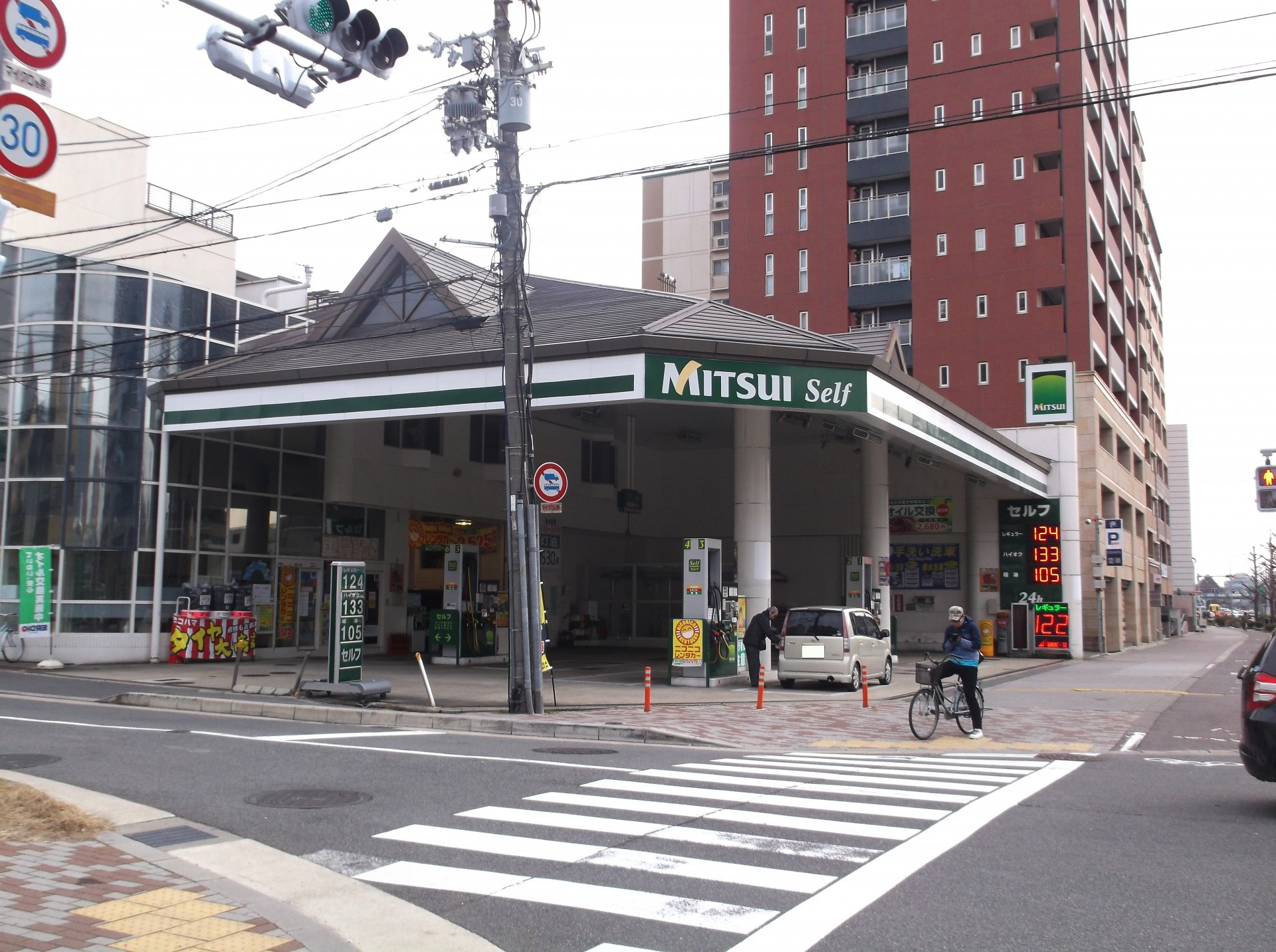
MITSUI （2023年現在ENEOSブランド）
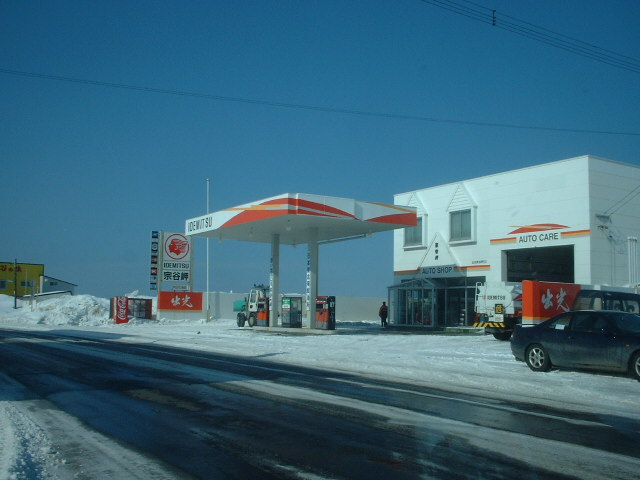
出光興産 （IDEMITSUブランド時代）
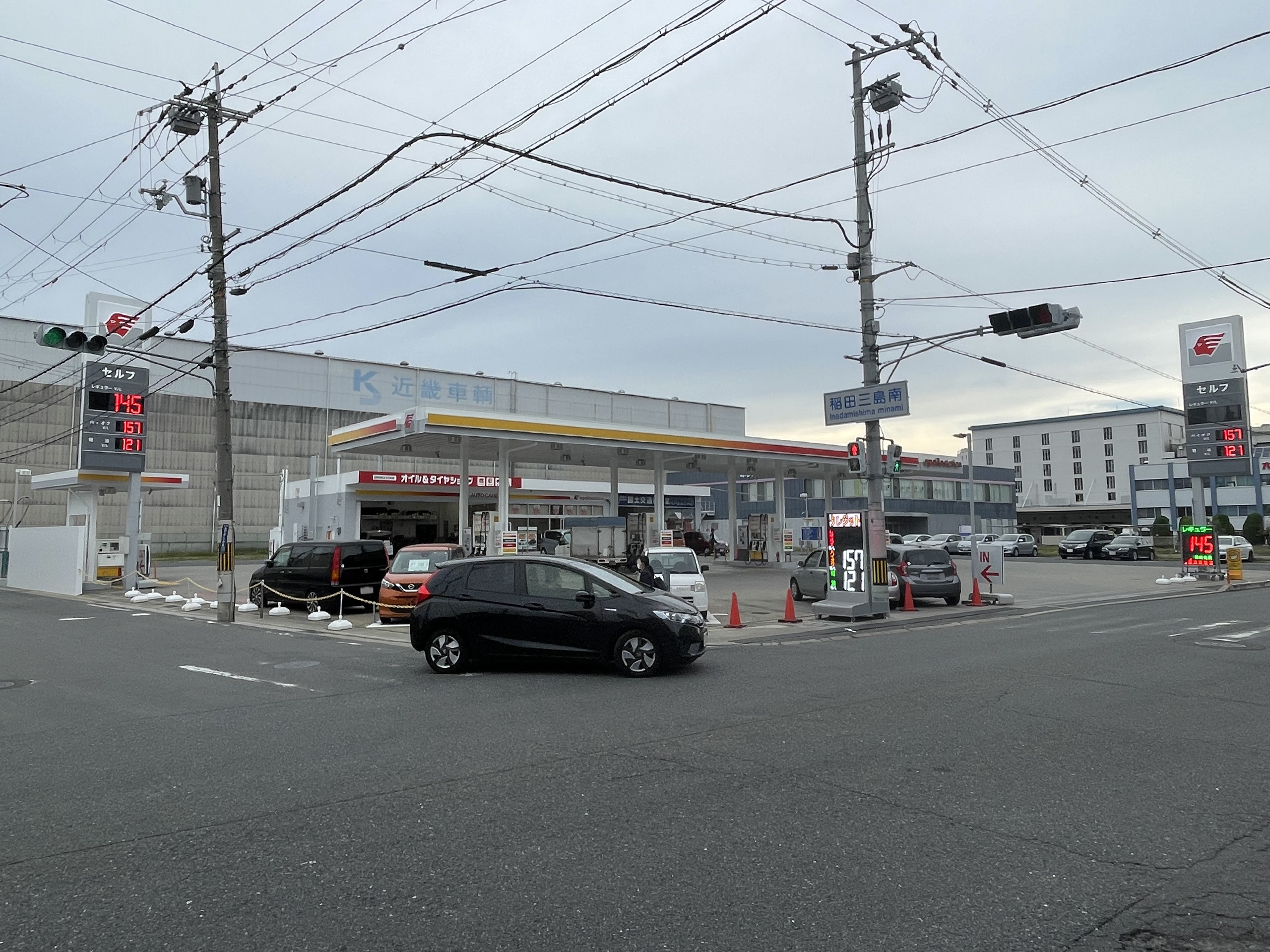
出光興産「apollostation」
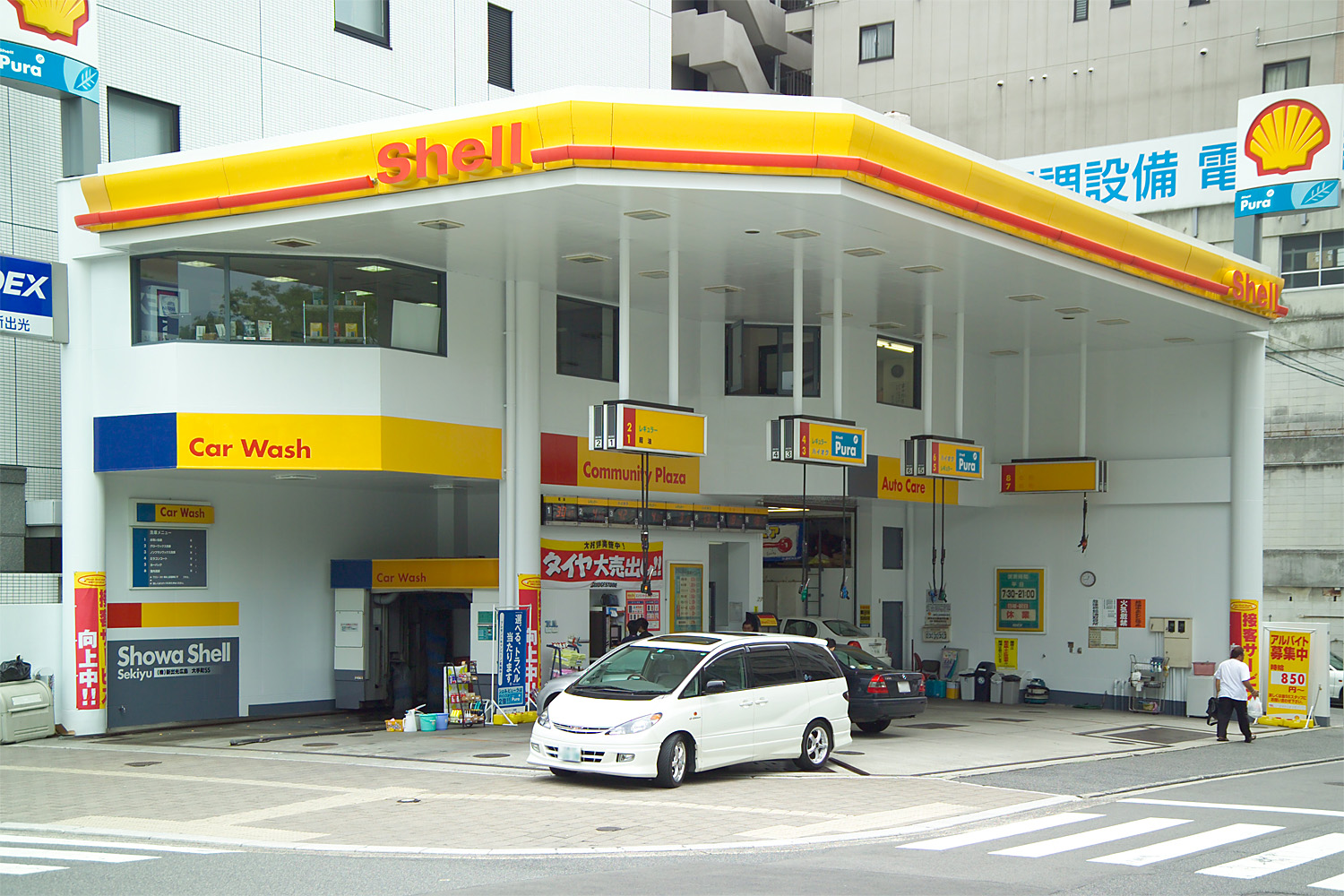
昭和シェル石油 （2023年現在apollostationブランド）
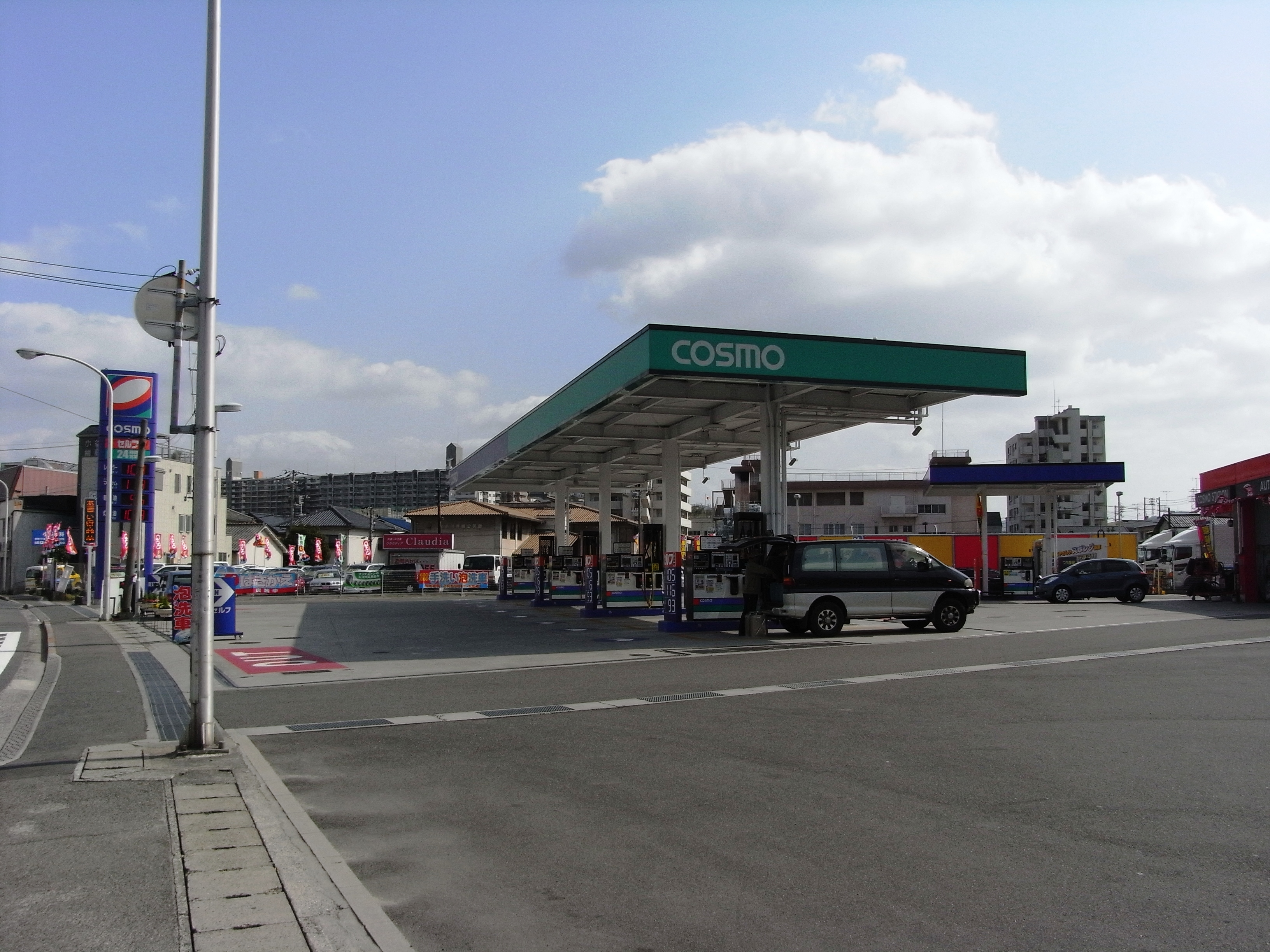
コスモ石油
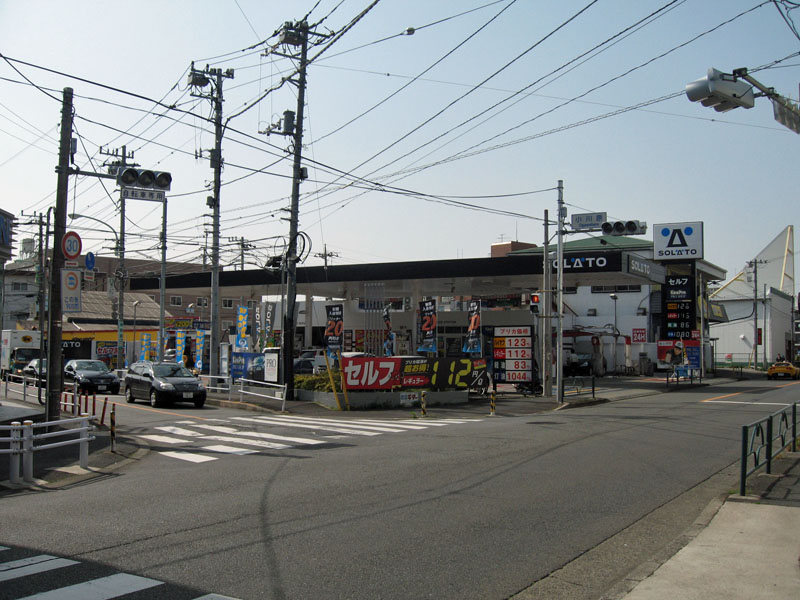
太陽石油「SOLATO」

PBSS

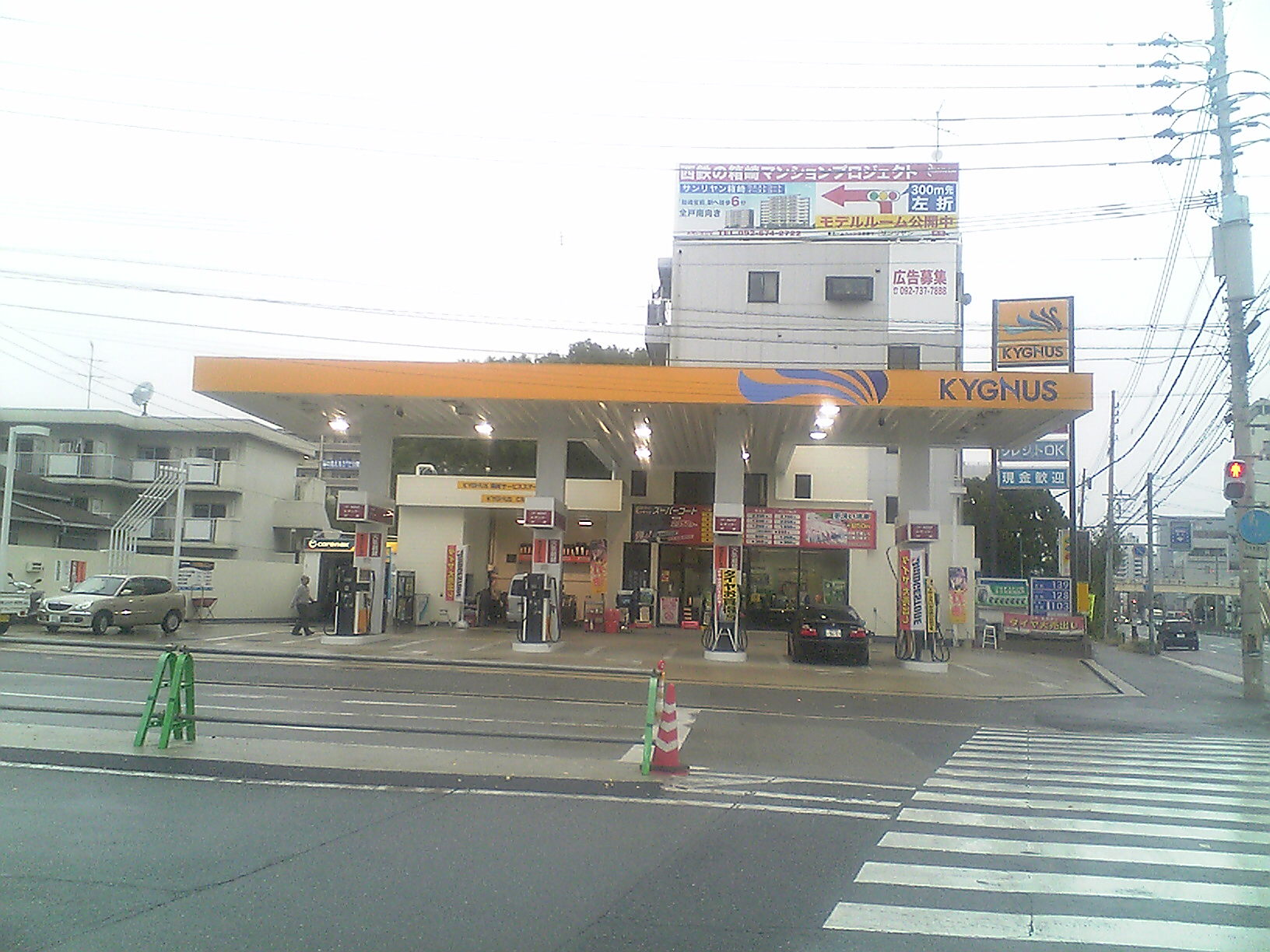
キグナス石油「KYGNUS」
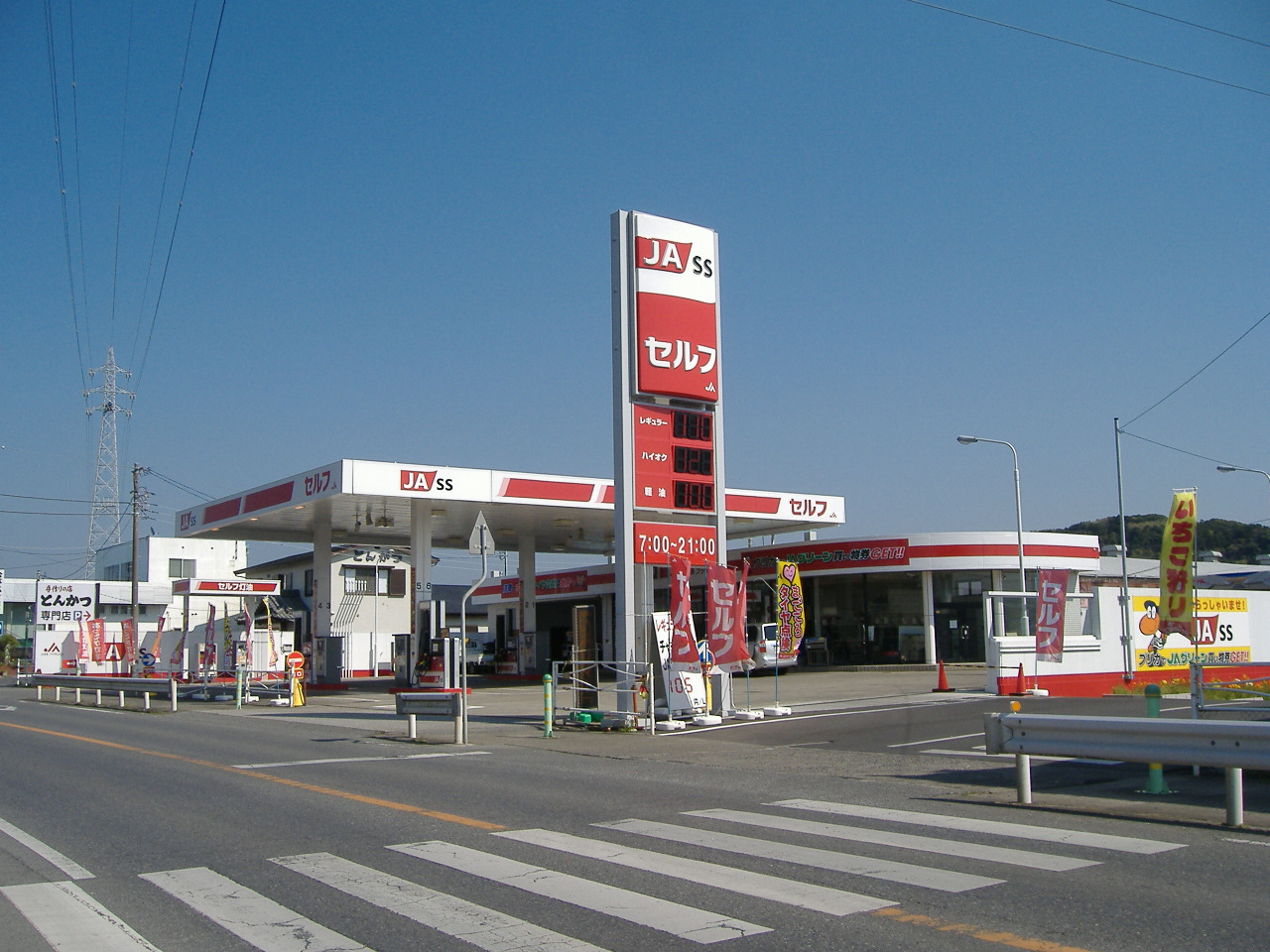
JA-SS
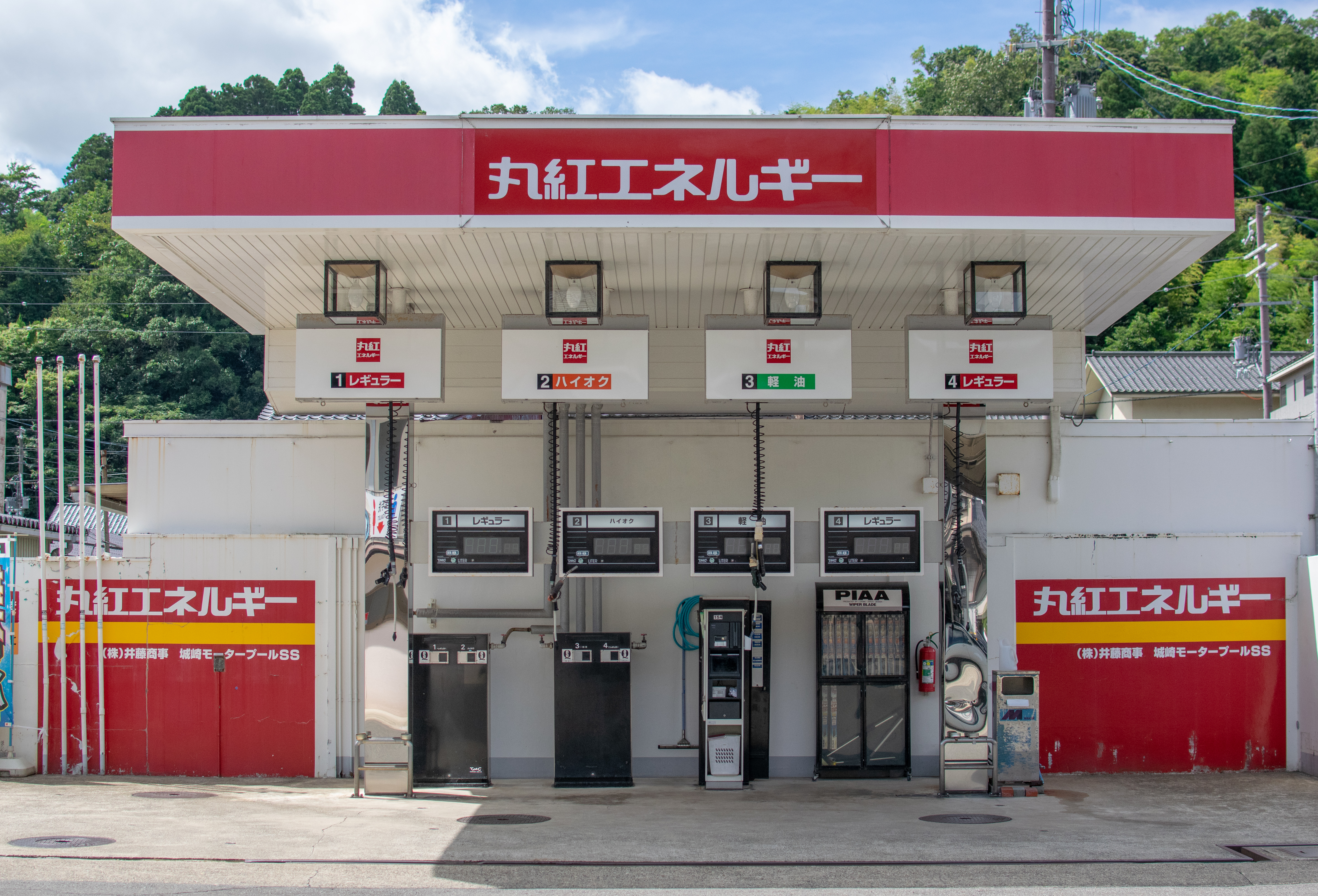
丸紅エネルギー
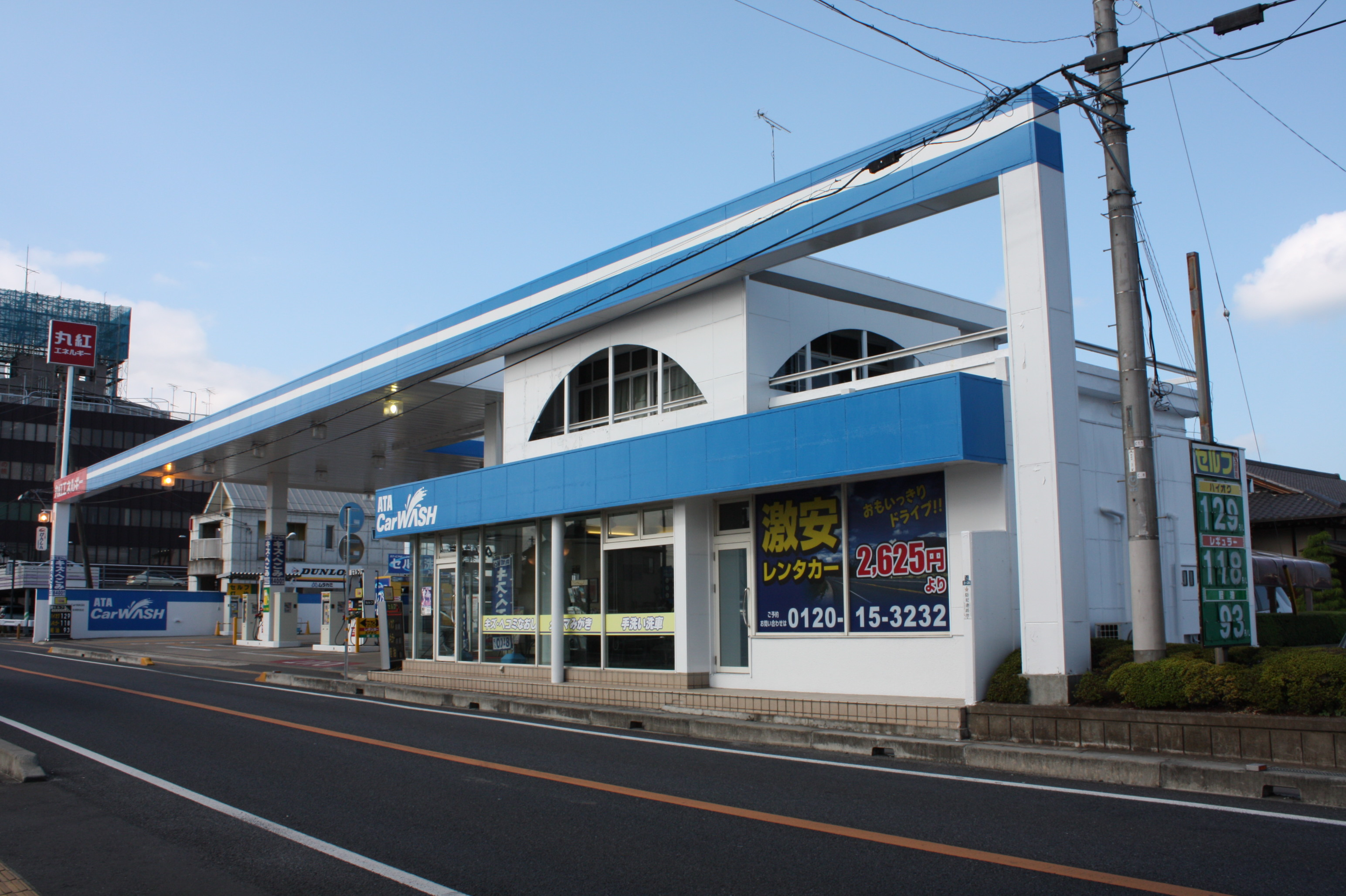
丸紅エネルギー
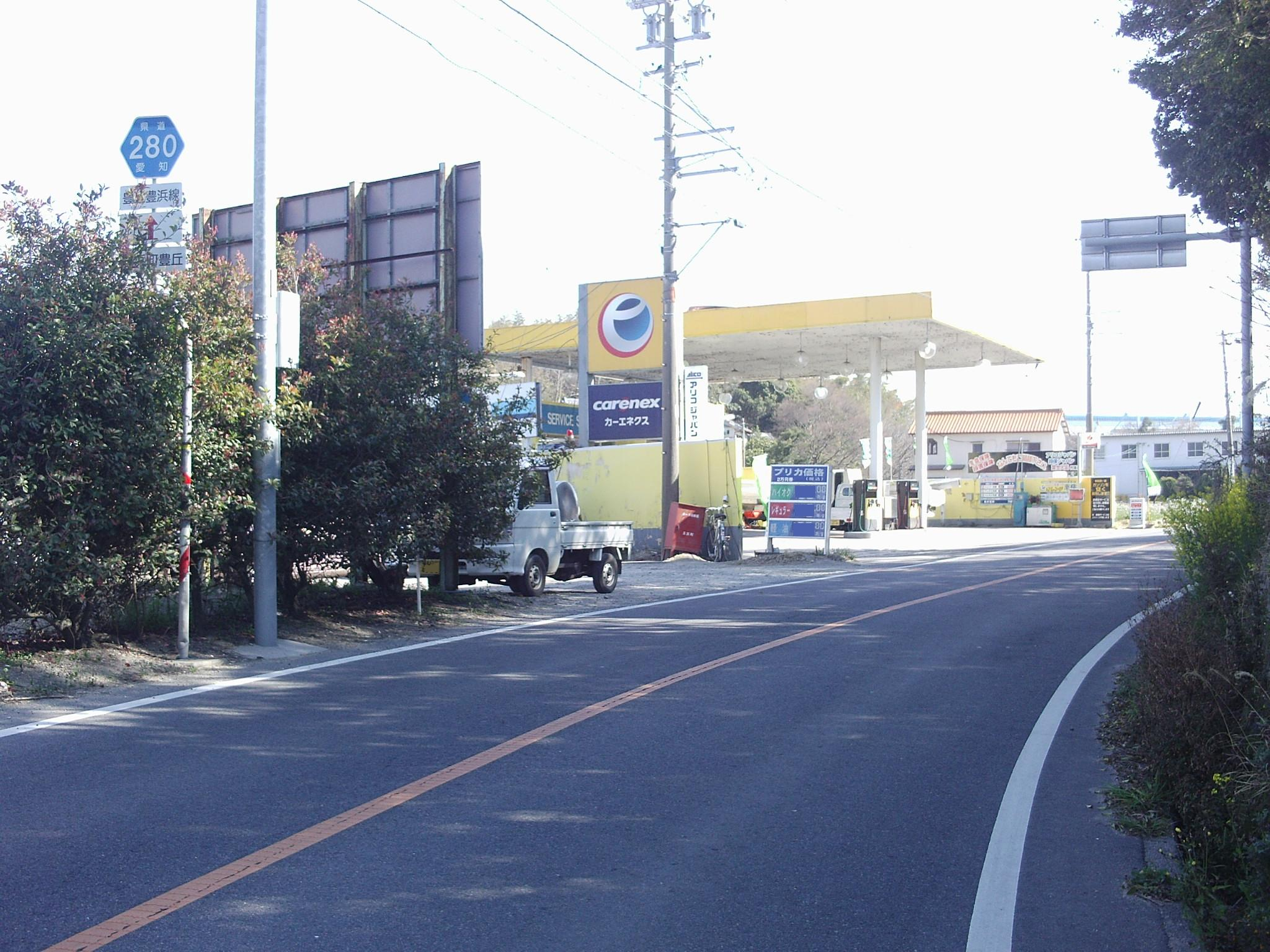
伊藤忠エネクス「カーエネクス」
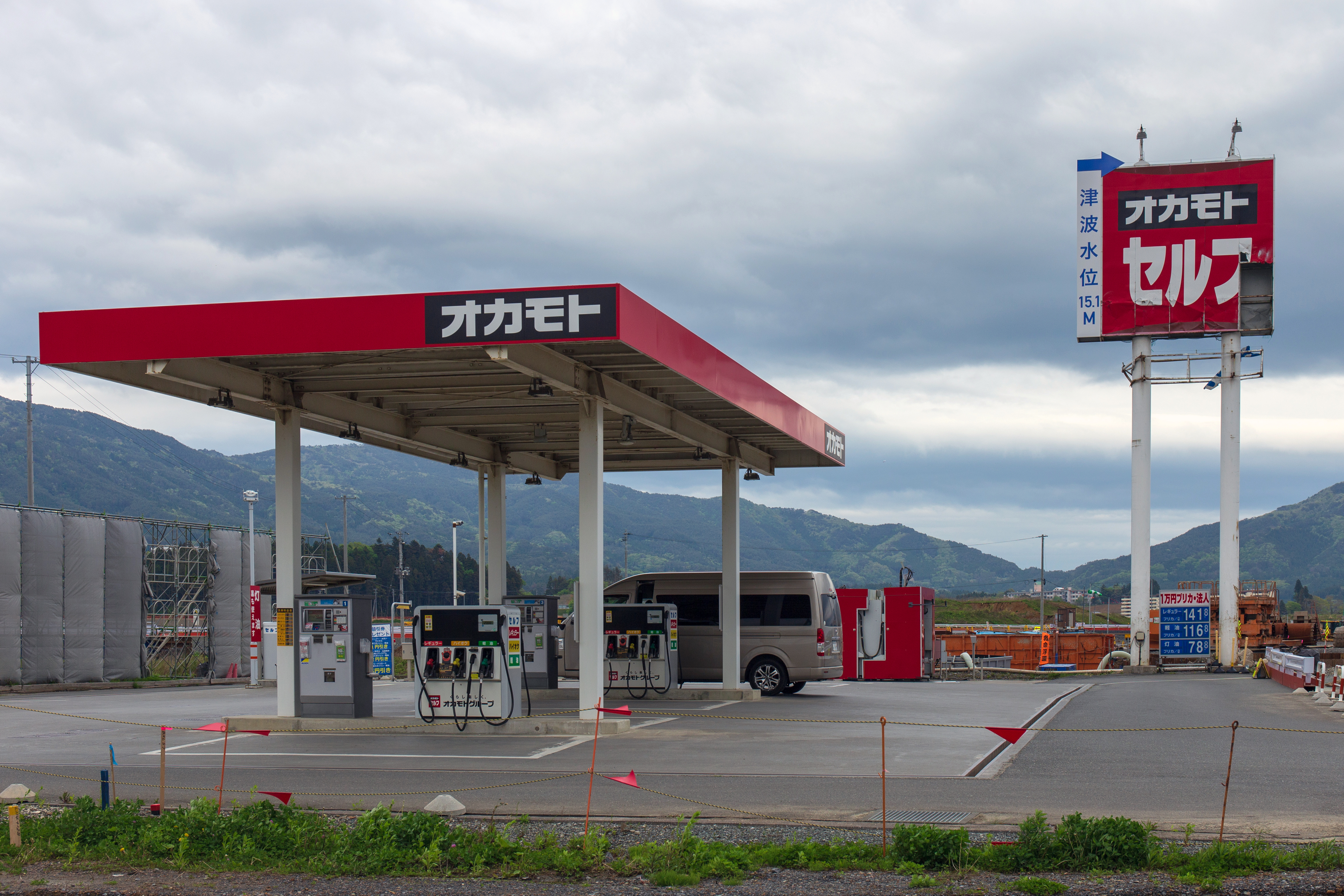
オカモトグループ
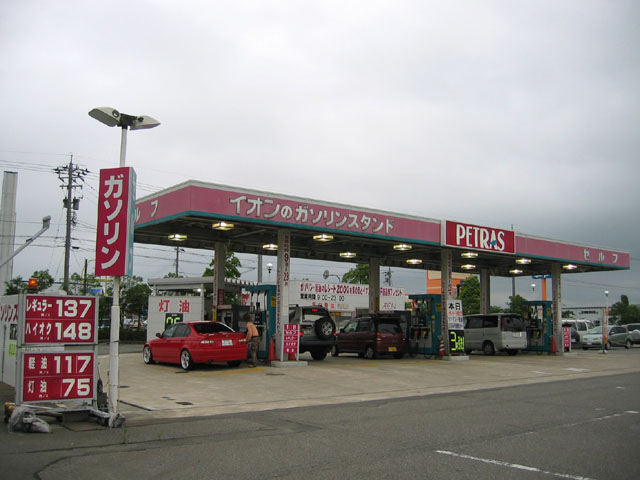
PETRAS
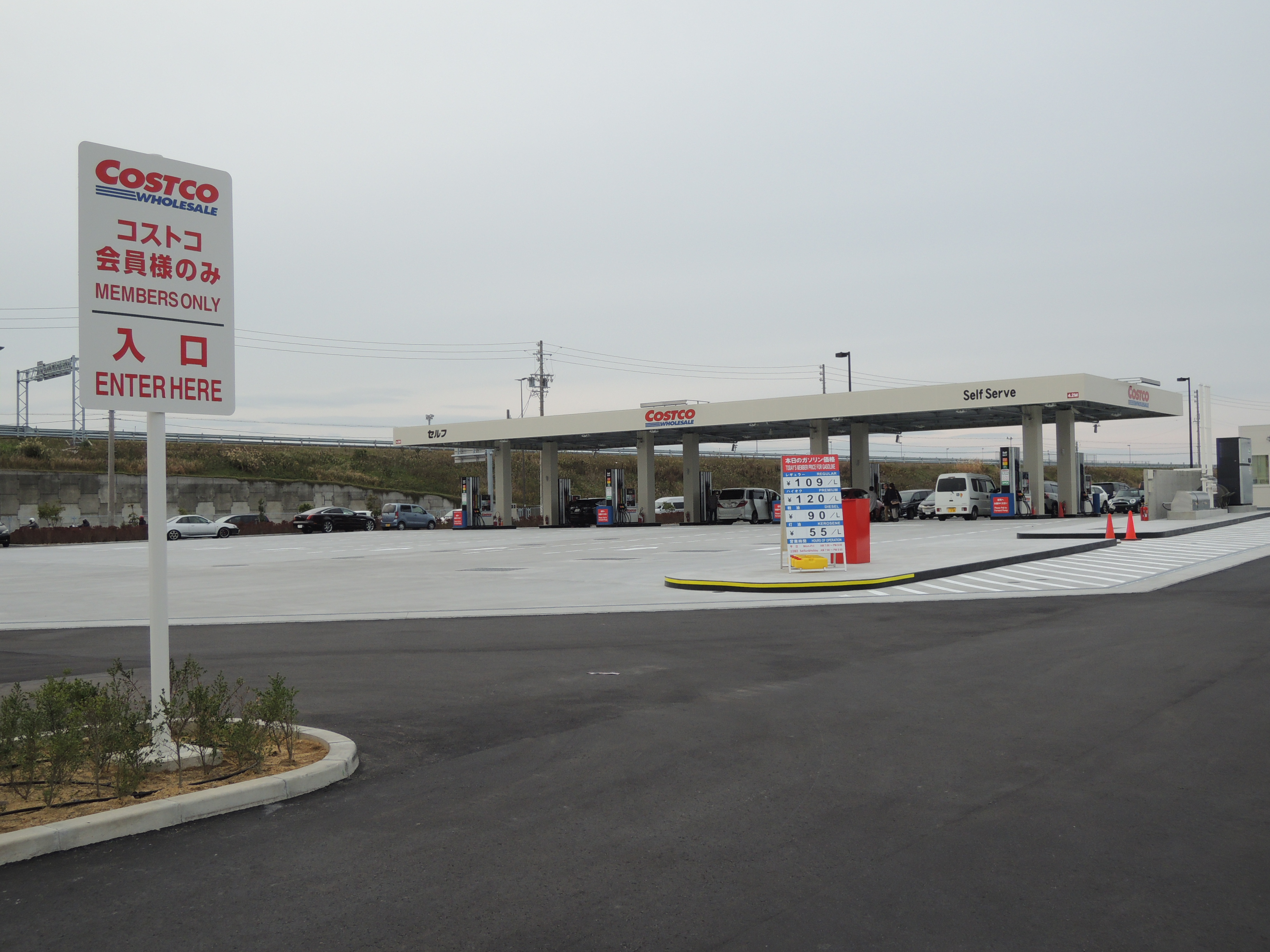
コストコ
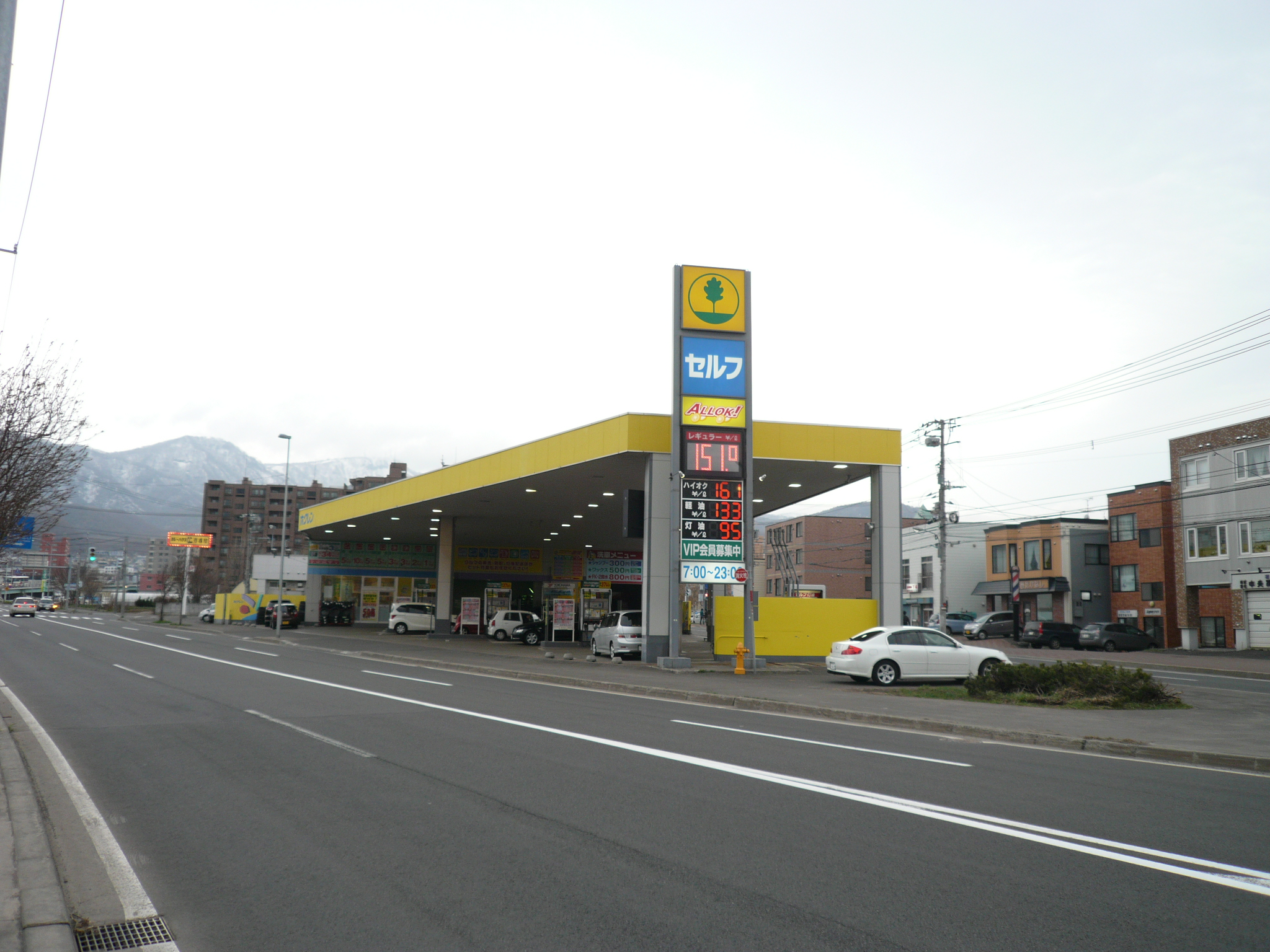
ホクレン油機サービス 手稲セルフ給油所 ホクレン傘下
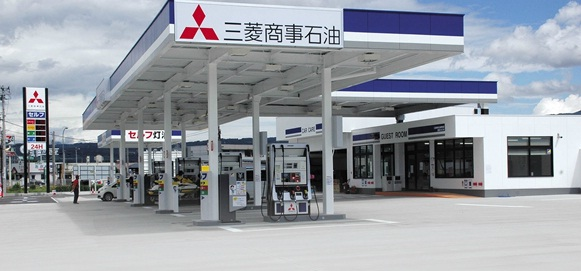
三菱商事石油

## アメリカのガソリンスタンド
1913年11月1日、アメリカ合衆国初のガソリンスタンドがペンシルベニア州、ピッツバーグで開業。以降、モータリゼーションが進む中で爆発的に店舗が拡大した。
代金の支払方法は、セルフ式で前払方式のガソリンスタンドが一般的である。ただし、オレゴン州では、過疎地を除き、セルフ方式が認められておらず、フルサービス方式のみとなっている。
ガソリンスタンドには事務所を兼ねたコンビニエンスストアを併設している場合が多い。
支払い方式には次のような種類がある。
- 給油機に直接クレジットカードを通す支払方法[19]
- ガソリンスタンドのショップの内のキャッシャーで支払う方法[19]
- 給油機の近くの支払いステーションで支払う方法[19]

## オーストラリアのガソリンスタンド
オーストラリアでは後払方式のガソリンスタンドが一般的である。給油後にガソリンスタンド内にあるレジで決済する。こちらも欧米同様、コンビニ店併設が殆どである。セルフ方式のオートガスも認められている。

## 東南アジアのガソリンスタンド
オートバイが市民の足として広く利用されておりバイクタクシーも盛んであるため、都市部では瓶に入れたガソリンを路上で小売りする「露店のガソリンスタンド」も存在する。

## 品質の確保
日本では、揮発油等の品質の確保等に関する法律等により、ガソリンで10項目、灯油と軽油では3項目の品質規格（強制規格）が定められており、適合しない製品を売った者は処罰の対象となる。スタンド側ではSQマークを掲げて規格の遵守を示すほか、資源エネルギー庁が抜き打ち検査を行っているが、しばしば脱法行為等が摘発されている。
同様の規制は各国でも見られるが、韓国や中国などでも価格競争などを背景に品質や安全性に問題のある製品が販売される例があり、枚挙にいとまがない。2014年の韓国石油公社のデータによると、4月末までに検挙されたガソリンスタンド118か所のうち、約7割が他の石油製品などで水増しした偽ガソリンを販売していた。問題視した政府は、毎週報告制度を実施するとしたが、韓国のガソリンスタンド協会は実施を先送りするよう求めている。

## ガソリンスタンドの環境対策
アメリカ合衆国でも特に厳しい環境汚染規制が敷かれるカリフォルニア州や、EUでは、給油の際に燃料タンクから発生する蒸散ガソリンをすべて回収するため、ガソリンスタンドの給油ノズル先端にベーパーリカバリーと呼ばれる装置を装着することが義務付けられている。ベーパーリカバリー対策が施されているガソリンスタンドはステージ2 (Stage II) に適合し、ステージ2対応給油機で回収したガソリン蒸気は、気体のまま地下タンクに貯蔵する方式と、液化して再びガソリンとして販売する方式の2通りがある。後者の液化回収方式は日本の給油機大手のタツノが実用化に成功しており、給油時に発生する蒸散ガソリンの回収率は99%以上とされている。

## ガソリンスタンドの安全対策
過去の阪神・淡路大震災や東日本大震災でも、ガソリンスタンドの火災事故は1件も報告されていない。また東日本大震災では津波被害に遭いながらも、建物の原型を留めている給油所も数多く存在した。これは消防法や建築基準法で構造が厳格に定められた上で建設されており、ガソリンスタンドの周囲で火災が発生しても地下のタンクに引火しない構造になっているためである。これらのことから、非常発生時に駆け込む場所としては最適で安全であると言われており、ガソリンスタンドを避難所として開放する給油所も存在する。
日本では、10,000施設当たりの年間火災発生件数として30回前後の値が報告されている。発生件数の多くは、セルフ式のスタンドにおける火災であり、セルフ式では、フルサービス式の5.6倍とする資料もある。アメリカ合衆国では、正確な統計が取られていないものの、ガソリンスタンドにおいて年間1,000回以上の火災が発生しているとの推測がある。

## 充電・水素補給設備の併置
電気自動車用の充電スタンドや、燃料電池自動車向けの水素ステーションを併設しているガソリンスタンドもある。

## ガソリンスタンドの事業者

### 日本の民間企業
石油製品の輸入、精製を行う企業は元売と呼ばれ、元売の系列から供給を受け販売するガソリンスタンド、業者間転売品（業転玉：ぎょうてんぎょく）などを扱う系列外の独立系ガソリンスタンド（いわゆる「無印スタンド」または「無印ガソリン」）に分けられる。日本初のガソリンスタンドは、1919年（大正8年）2月に日本石油が東京市神田区鎌倉河岸（現・千代田区外神田）に建設し、奥田友三郎商店に貸与・運営したのが始まりである。大手元売系SSは、元売が施設や設備を設置・保有・管理し、それら一式を特約店に商標ごと賃貸する社有SSと、特約店が設置・保有・管理する特有SSとに大別できる（社有SSだが借地、というケースも多い）。一般的に社有SSは大規模店、特有SSは中小規模店になるケースが多く、中小資本の特有SSでは主に経営上の理由から、設備はそのままに看板替え（他系列の元売に鞍替え）する場合もある。
2024年（令和6年）3月末の揮発油販売業者数は12,407事業者、給油所は27,414か所である。
系列別のガソリンスタンドの数は次の通り。スタンド数は2023年3月末現在の数字である。
- ENEOS

12,226店舗
- 出光興産 (apollostation)

6,136店舗。2019年（平成31年/令和元年）、昭和シェル石油と経営統合し完全子会社化。
- コスモ石油（COSMO）

2,649店舗
- キグナス石油（KYGNUS／“Obbli”ブランドを展開する三愛オブリの子会社）

446店舗
- 太陽石油（SOLATO／2008年（平成20年）までは“TAIYO”ブランドで展開。)

308店舗
- PB他
  - 伊藤忠エネクス（ITOCHU、ENEX）

伊藤忠の関連会社。独自ブランドのカーエネクス以外に、コスモ石油・ENEOSブランドを展開。
  - エネクスフリート

伊藤忠エネクスの子会社。旧・コーナンフリート（コーナン商事元・子会社）。
  - 三菱商事エネルギー

三菱商事系列。首都圏を中心に大都市圏や沖縄本島等へ展開。
  - 国際石油開発帝石

「INPEX」ブランドを新潟県・長野県で展開。
  - 日本サン石油（SUNOCO）

アメリカの元売り準大手・スノコ社と日本の魚網販売大手・ニチモウとの合弁。一部地域のみで展開。三菱商事エネルギーや、かつて同じニチモウ系であったキグナス石油のSSでは、「スノコ」（SUNOCO）ブランドのエンジンオイルが販売されているところもある。
  - エスアイエナジー（IDEMITSU）

出光系列。同社のセルフSSのみ展開。旧・住商石油+旧・サミット石油（ともに住商系列）。旧・住商石油時代では独自ブランド（SUMISHO）で展開していた。
  - ダイヤ昭石（DIA-SHOSEKI）

出光興産（旧・昭和シェル石油）と三菱商事石油の合弁会社。ローソンとの併設店や独自ブランド（ファンタジスタ）を展開する。
  - ディーエム・ガス・ステーション

ダイヤ昭石の関連会社。当初はスーパーマーケット大手のダイエーと丸紅の合弁で設立した会社であった。
  - 丸紅エネルギー（marubeni）

丸紅系列。
  - 日通商事（ALOZ）

一部地域でガソリンスタンドを展開。
  - 吉田石油店（ヨシダ）

燃料備蓄基地、タンカー、タンクローリーを自社で所有。
  - 宇佐美グループ（宇佐美）

出光、ENEOS等のSSを独自に全国展開。出光系のPOSシステムをカスタマイズしたものを使用しているため出光以外の看板の店舗でもレシートの書式が出光に類似している。
  - カメイ

ENEOS系最大の卸売業者。東北最大の複合商社でもある。
  - 北日本石油

関東・東北・北海道地域に展開する、コスモ石油系最大の特約店。直営店を83店舗、北日本グループ全体で約200店舗を展開。
  - キタセキ

コスモ石油の大手特約店及び他元売系指定店を扱う。指定店では「キタセキ指定」の看板を掲げている。また、ENEOS等のSSも存在しており、指定店に限りコスモ石油には特化していない。一部の指定店では、太陽鉱油の指定店としても営業している店舗が存在する。
  - 太陽鉱油（太陽）

ENEOS・コスモ石油をメインで独自に全国展開。一部地域で昭和シェル・出光等の店舗を展開している。直営店の他、指定店及び提携を結ぶ店舗がある（一部地方のみ、直営・指定の店舗もしくはどちらかが存在しない）。指定店では「太陽指定」の看板を掲げていて、マークは会社ロゴのローマ字部分を漢字に変えている。一部のサービスステーションでは、キタセキの指定店としても営業している店舗が存在する。
  - 新出光（IDEX）

創業者は出光興産創業者・出光佐三の兄弟・出光弘。かつては無関係であったが、2005年10月に出光興産が520億円の第三者割当増資をした際、新出光が3億円の出資をした事で資本関係が生まれた。
  - ENEOSウイング

旧・一光（Ikko）及び旧・鈴与トラックステーション。かつてはコスモ石油、モービル石油等のSSを独自に展開していた。
  - ミータス

旧・山産石油（YAMASAN）。徳島県・兵庫県のみ。旧・山産石油時代はキグナス石油のブランドで展開。現在[いつ?]はENEOSブランドのセルフSSを展開。また、ENEOS競合地域で出店の際、独自でYAMASAN（ヤマサン）ブランドとしてセルフSSを展開。
  - 伊丹産業

京阪神を中心に展開。ENEOS・出光興産と提携。
  - 目見田商事（ひまわりSS）

兵庫県宝塚市。関西プライベートブランド系の雄。タイヤ（ブリヂストン系）、車検、新車中古車販売においてGSとして全国トップセールスを誇る。廃業寸前のSSを買い取り、地域一番店にする手法が特徴。現在[いつ?]、独立系の注目株としてさまざまな業界メディアにとりあげられている[34]。
  - ミツウロコ

ちびまる子ちゃんをイメージキャラクターに起用。子会社のミツウロコドライヴがミツウロコブランドでSSを展開している。
  - ライフ白銅

「油」マークの燃油販売特化型のセルフサービススタンドを運営。燃料の販売のみに特化して人件費を、余剰生産品を仕入れて価格をそれぞれ抑制していることをアピールしている。
  - タシロ石油（TASHIRO）

かつて、宮城県に本社があったブランド（破産申請を行った為、現在[いつ?]は消滅）。宮城県等に独自のSSを展開していた。
  - 広浦鉱業グループ

現在[いつ?]は東京が本社であるが、創業地でもあった徳島県那賀郡橘町（現・阿南市橘町）で、独自ブランドのセルフSSを運営（※ 2010年代以降は廃止。）。以前はジャパンエナジーの有人SSを運営していた。

また各農業協同組合（JA）はJA-SSブランド（北海道はホクレンブランドの独自ブランドで展開）で、漁業協同組合（JF）はJFブランドでガソリンスタンドを運営している（既存石油元売りのマークを掲げる場合も多い）。

### 日本の過疎地における公営ガソリンスタンド
人口も通過する車も少ない地域では、採算難から民間の給油所が廃業・撤退してしまった“SS過疎地”が広がっている。経済産業省によると、こうした過疎地で住民が設立した法人や自治体がGSを運営する例が全国に10か所程度ある。北海道占冠村トマム地区や和歌山県すさみ町などが代表例である。
経産省は2017年（平成29年）5月、GSが少ない又は無い自治体に対して、GS維持のための行動計画づくりを初めて要請した。

### ヨーロッパの民間企業
- シェル（イギリス）
- BP（イギリス）
- トタルエナジーズ（フランス）

### アメリカ合衆国の民間企業
- シェブロン
- エクソンモービル
- コノコフィリップス

### 韓国の民間企業
- GSカルテックス
- SK
- HD現代オイルバンク（HD現代重工業系）

### 国営企業
- サウジアラムコ（サウジアラビア）
- ペトロナス（マレーシア）
- ペトロブラス（ブラジル）
- ガスプロム（ロシア）
- 中国石油天然気（ペトロチャイナ）（中国）
- イラン国営石油（NIOC）（イラン）
- ベネズエラ国営石油会社（PDVSA）（ベネズエラ）
- ペメックス（メキシコ）
- 中国石油化工集団（シノペック）（中国）
- 中国海洋石油集団（シノック）（中国）
- Eni（イタリア）
- クウェート石油公社（クウェート）-「Q8」のブランド名でヨーロッパでガソリンスタンドを展開している。
- 台湾中油（台湾）

### ギャラリー

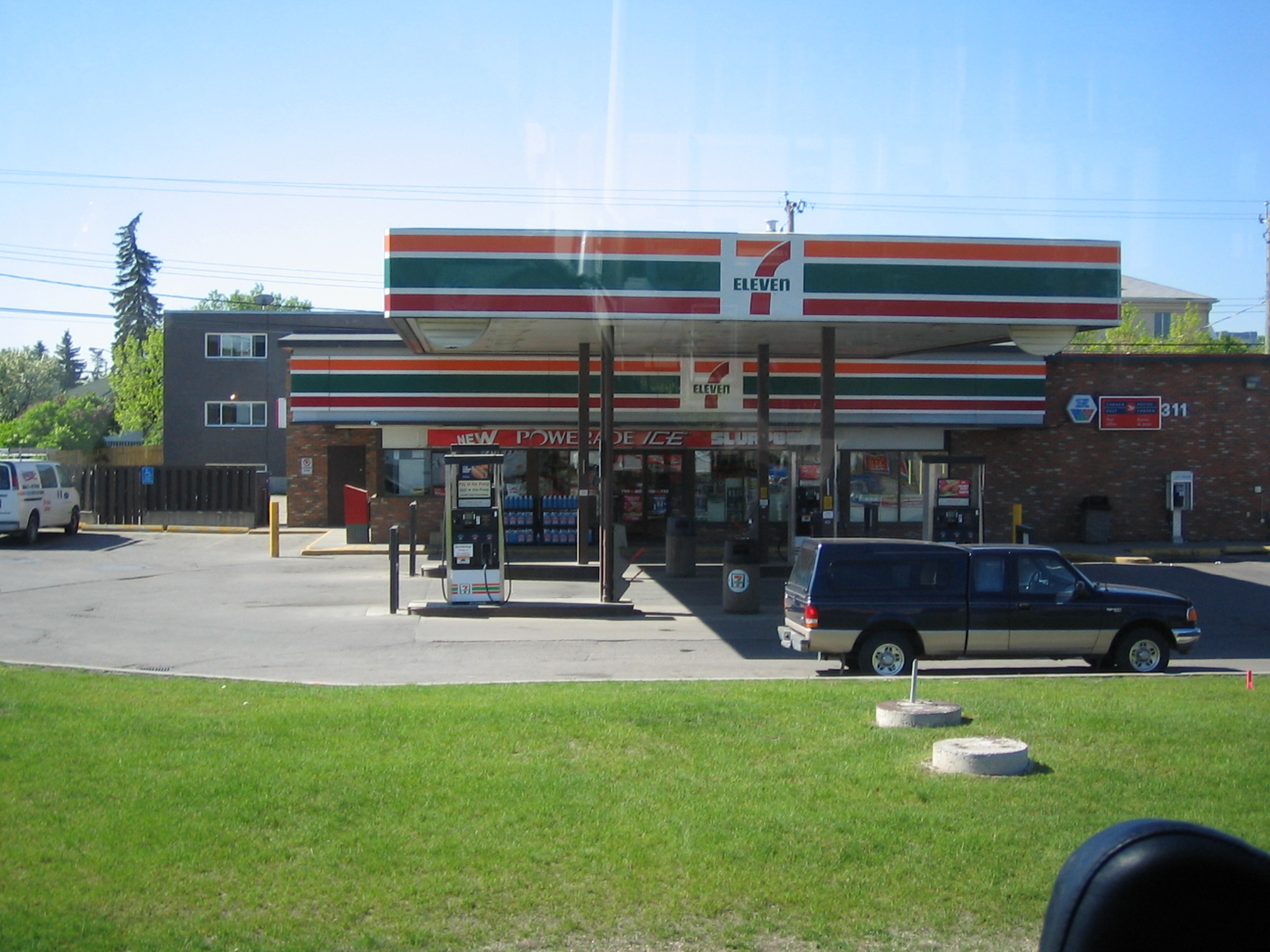
ガソリンスタンドとコンビニが併設されている（カナダ、アルバータ州カルガリー）
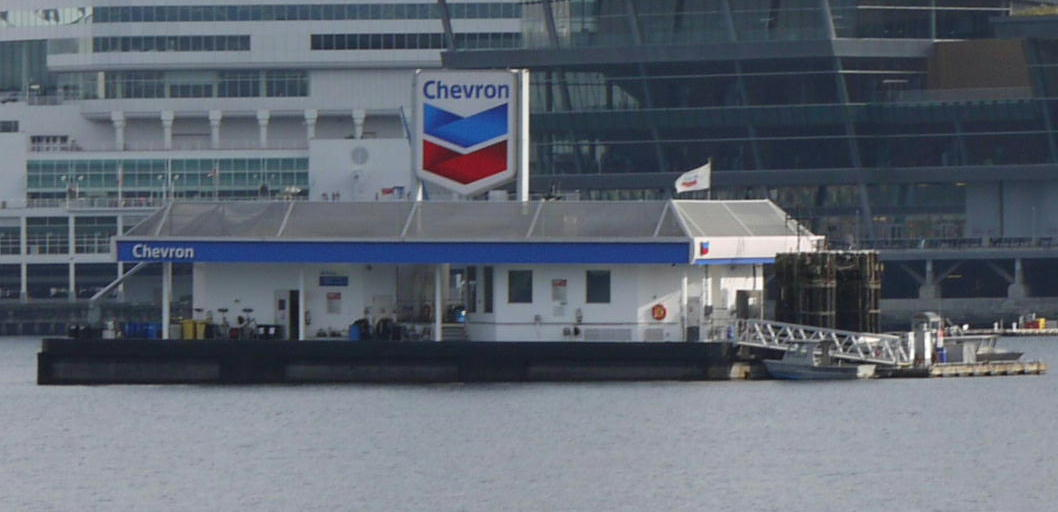
小型の船舶向けの水上ガソリンスタンド（カナダ、ブリティッシュコロンビア州バンクーバー）
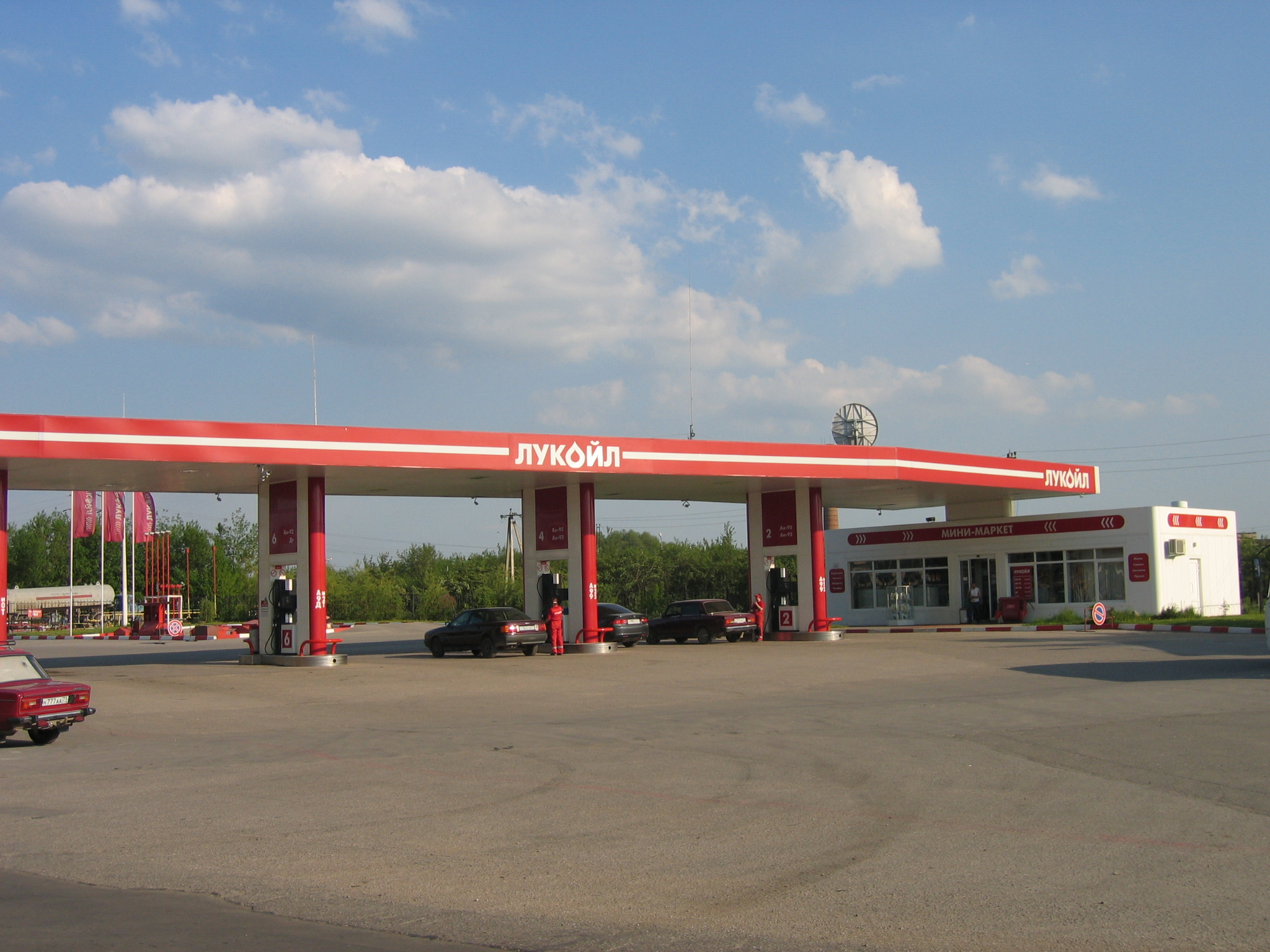
ロシアの石油大手ルクオイルのガソリンスタンド（トゥーラ市）
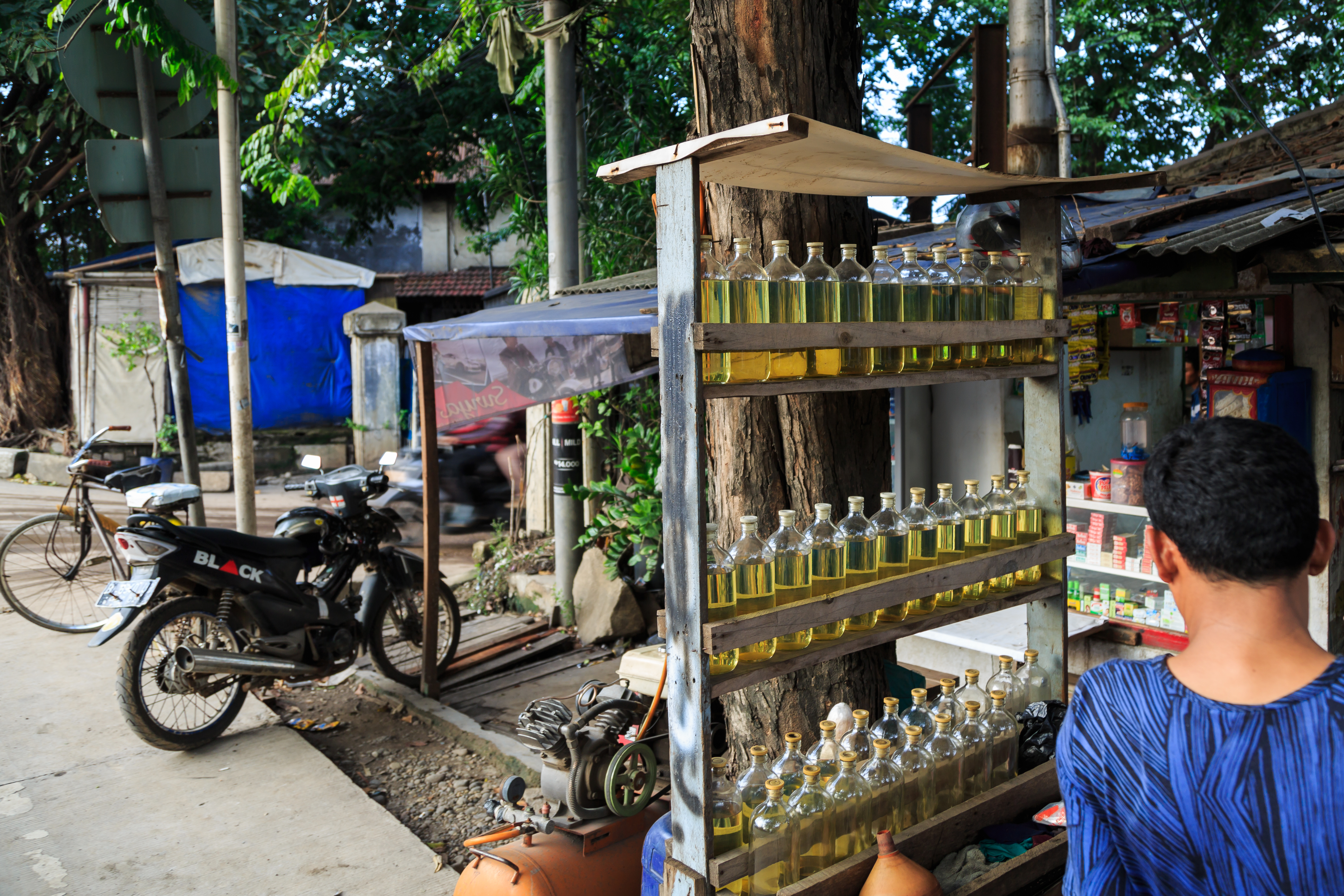
ガソリンを小売りする露店（インドネシア、ジャカルタ）
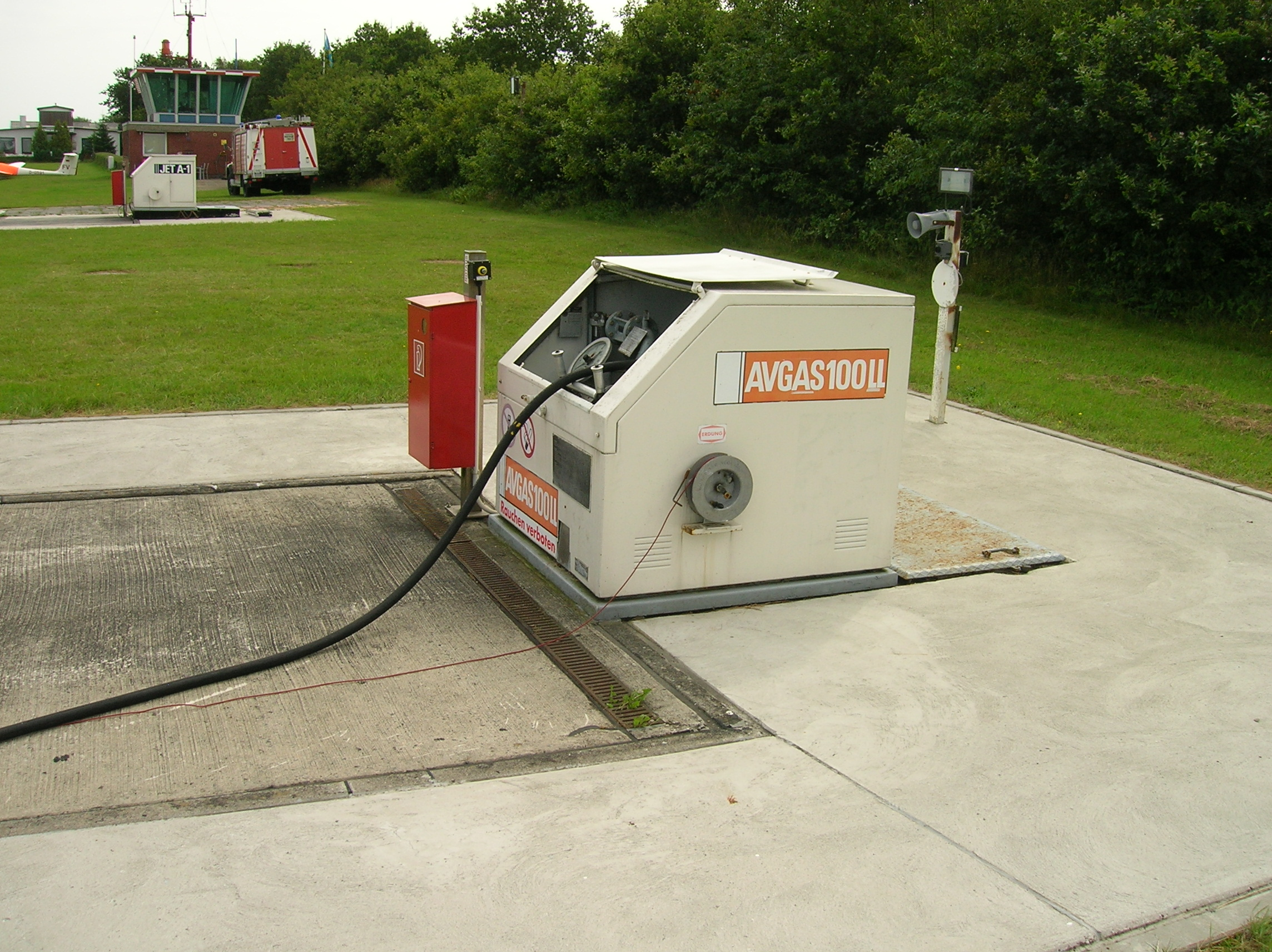
飛行場にあるセルフ式の航空用ガソリンスタンド（ドイツ）